# 2019-es férfi kosárlabda-világbajnokság
A 2019-es férfi kosárlabda-világbajnokság a 18. volt a sportág történetében. A tornát Kínában rendezték augusztus 31. és szeptember 15. között. A világbajnokságok történetében először vehetett részt 32 csapat. A vb-t Spanyolország nyerte története során másodszor. Az amerikai válogatott történetének legrosszabb helyezését érte el, a hetedik helyen végeztek.

## Helyszínek
| Peking                            | Peking Kuangtung tartományban: · Dongguan, Foshan · Kanton, Sencsen Sanghaj Nanking Vuhan | Nanking                                     |
| --------------------------------- | ----------------------------------------------------------------------------------------- | ------------------------------------------- |
| Wukesong Sport Center             | Peking Kuangtung tartományban: · Dongguan, Foshan · Kanton, Sencsen Sanghaj Nanking Vuhan | Gymnasium of Youth Olympic Games Sport Park |
| Férőhely: 18 000                  | Peking Kuangtung tartományban: · Dongguan, Foshan · Kanton, Sencsen Sanghaj Nanking Vuhan | Férőhely: 19 614                            |
|                                   | Peking Kuangtung tartományban: · Dongguan, Foshan · Kanton, Sencsen Sanghaj Nanking Vuhan |                                             |
| Sanghaj                           | Peking Kuangtung tartományban: · Dongguan, Foshan · Kanton, Sencsen Sanghaj Nanking Vuhan | Vuhan                                       |
| Shanghai Oriental Sports Center   | Peking Kuangtung tartományban: · Dongguan, Foshan · Kanton, Sencsen Sanghaj Nanking Vuhan | Wuhan Sports Center                         |
| Férőhely: 18 000                  | Peking Kuangtung tartományban: · Dongguan, Foshan · Kanton, Sencsen Sanghaj Nanking Vuhan | Férőhely: 11 700                            |
|                                   | Peking Kuangtung tartományban: · Dongguan, Foshan · Kanton, Sencsen Sanghaj Nanking Vuhan |                                             |
| Helyszínek Kuangtung tartományban |                                                                                           |                                             |
| Dongguan                          |                                                                                           | Foshan                                      |
| Dongguan Basketball Center        | Foshan International Sports & Cultural Arena                                              |                                             |
| Férőhely: 16 000                  | Férőhely: 14 700                                                                          |                                             |
|                                   |                                                                                           |                                             |
| Kanton                            | Sencsen                                                                                   |                                             |
| Guangzhou Gymnasium               | Shenzhen Bay Sports Centre                                                                |                                             |
| Férőhely: 11 609                  | Férőhely: 12 381                                                                          |                                             |
|                                   |                                                                                           |                                             |

## Csoportkör
A mérkőzések kezdési időpontjai helyi idő szerint (UTC+8), zárójelben magyar idő szerint értendők.

### A csoport
| Hely. | Csapat           | M | Gy | V | P+  | P–  | Pk  | P | Továbbjutás                      |
| ----- | ---------------- | - | -- | - | --- | --- | --- | - | -------------------------------- |
| 1.    | Lengyelország    | 3 | 3  | 0 | 239 | 208 | +31 | 6 | Továbbjutott a második fordulóba |
| 2.    | Venezuela        | 3 | 2  | 1 | 228 | 210 | +18 | 5 | Továbbjutott a második fordulóba |
| 3.    | Kína (R)         | 3 | 1  | 2 | 205 | 206 | −1  | 4 | A 17–32. helyért                 |
| 4.    | Elefántcsontpart | 3 | 0  | 3 | 189 | 237 | −48 | 3 | A 17–32. helyért                 |

| 2019. augusztus 31. 16:00 (10:00) | Lengyelország                            | 80–69     | Venezuela  | Cadillac Arena, Peking Játékvezetők: Matthew Kallio (CAN), Matthew Myers (USA), Nicolas Fernandes (TAH) |
| 2019. augusztus 31. 16:00 (10:00) | (22–24, 22–12, 16–15, 20–18) Jegyzőkönyv |           |            | Cadillac Arena, Peking Játékvezetők: Matthew Kallio (CAN), Matthew Myers (USA), Nicolas Fernandes (TAH) |
| 2019. augusztus 31. 16:00 (10:00) | Sokołowski 16                            | Pont      | Chourio 15 | Cadillac Arena, Peking Játékvezetők: Matthew Kallio (CAN), Matthew Myers (USA), Nicolas Fernandes (TAH) |
| 2019. augusztus 31. 16:00 (10:00) | Hrycaniuk 10                             | Lepattanó | Ruiz 10    | Cadillac Arena, Peking Játékvezetők: Matthew Kallio (CAN), Matthew Myers (USA), Nicolas Fernandes (TAH) |
| 2019. augusztus 31. 16:00 (10:00) | Slaughter 5                              | Gólpassz  | Guillent 8 | Cadillac Arena, Peking Játékvezetők: Matthew Kallio (CAN), Matthew Myers (USA), Nicolas Fernandes (TAH) |

| 2019. augusztus 31. 20:00 (14:00) | Elefántcsontpart                         | 55–70     | Kína       | Cadillac Arena, Peking Játékvezetők: Yener Yılmaz (TUR), Boris Krejić (SVN), Harja Jaladri (IDN) |
| 2019. augusztus 31. 20:00 (14:00) | (16–14, 13–15, 12–22, 14–19) Jegyzőkönyv |           |            | Cadillac Arena, Peking Játékvezetők: Yener Yılmaz (TUR), Boris Krejić (SVN), Harja Jaladri (IDN) |
| 2019. augusztus 31. 20:00 (14:00) | Edi 10                                   | Pont      | Yi 19      | Cadillac Arena, Peking Játékvezetők: Yener Yılmaz (TUR), Boris Krejić (SVN), Harja Jaladri (IDN) |
| 2019. augusztus 31. 20:00 (14:00) | Koné, Thompson 8                         | Lepattanó | Yi, Zhai 8 | Cadillac Arena, Peking Játékvezetők: Yener Yılmaz (TUR), Boris Krejić (SVN), Harja Jaladri (IDN) |
| 2019. augusztus 31. 20:00 (14:00) | Diabate, Pamba 3                         | Gólpassz  | Guo 9      | Cadillac Arena, Peking Játékvezetők: Yener Yılmaz (TUR), Boris Krejić (SVN), Harja Jaladri (IDN) |

| 2019. szeptember 2. 16:00 (10:00) | Venezuela                                | 87–71     | Elefántcsontpart  | Cadillac Arena, Peking Nézőszám: 6051 Játékvezetők: Matthew Myers (USA), Yener Yılmaz (TUR), Harja Jaladri (IDN) |
| 2019. szeptember 2. 16:00 (10:00) | (26–17, 23–15, 24–24, 14–15) Jegyzőkönyv |           |                   | Cadillac Arena, Peking Nézőszám: 6051 Játékvezetők: Matthew Myers (USA), Yener Yılmaz (TUR), Harja Jaladri (IDN) |
| 2019. szeptember 2. 16:00 (10:00) | Guillent 31                              | Pont      | Abouo 16          | Cadillac Arena, Peking Nézőszám: 6051 Játékvezetők: Matthew Myers (USA), Yener Yılmaz (TUR), Harja Jaladri (IDN) |
| 2019. szeptember 2. 16:00 (10:00) | Ruiz 8                                   | Lepattanó | Pamba 6           | Cadillac Arena, Peking Nézőszám: 6051 Játékvezetők: Matthew Myers (USA), Yener Yılmaz (TUR), Harja Jaladri (IDN) |
| 2019. szeptember 2. 16:00 (10:00) | Guillent 7                               | Gólpassz  | Diabate, Fofana 4 | Cadillac Arena, Peking Nézőszám: 6051 Játékvezetők: Matthew Myers (USA), Yener Yılmaz (TUR), Harja Jaladri (IDN) |

| 2019. szeptember 2. 20:00 (14:00) | Kína                                     | 76–79     | Lengyelország | Cadillac Arena, Peking Nézőszám: 11646 Játékvezetők: Matthew Kallio (CAN), Boris Krejić (SVN), Ahmed Abaakil (MAR) |
| 2019. szeptember 2. 20:00 (14:00) | (25–15, 10–24, 19–18, 18–15) Jegyzőkönyv |           |               | Cadillac Arena, Peking Nézőszám: 11646 Játékvezetők: Matthew Kallio (CAN), Boris Krejić (SVN), Ahmed Abaakil (MAR) |
| 2019. szeptember 2. 20:00 (14:00) | Yi 24                                    | Pont      | Ponitka 25    | Cadillac Arena, Peking Nézőszám: 11646 Játékvezetők: Matthew Kallio (CAN), Boris Krejić (SVN), Ahmed Abaakil (MAR) |
| 2019. szeptember 2. 20:00 (14:00) | Wang 9                                   | Lepattanó | Ponitka 9     | Cadillac Arena, Peking Nézőszám: 11646 Játékvezetők: Matthew Kallio (CAN), Boris Krejić (SVN), Ahmed Abaakil (MAR) |
| 2019. szeptember 2. 20:00 (14:00) | Guo, Zhao J. 4                           | Gólpassz  | Slaughter 4   | Cadillac Arena, Peking Nézőszám: 11646 Játékvezetők: Matthew Kallio (CAN), Boris Krejić (SVN), Ahmed Abaakil (MAR) |

| 2019. szeptember 4. 16:00 (10:00) | Elefántcsontpart                        | 63–80     | Lengyelország | Cadillac Arena, Peking Nézőszám: 7845 Játékvezetők: Matthew Kallio (CAN), Nicolas Fernandes (TAH), Samir Abaakil (MAR) |
| 2019. szeptember 4. 16:00 (10:00) | (24–20, 8–16, 17–19, 14–25) Jegyzőkönyv |           |               | Cadillac Arena, Peking Nézőszám: 7845 Játékvezetők: Matthew Kallio (CAN), Nicolas Fernandes (TAH), Samir Abaakil (MAR) |
| 2019. szeptember 4. 16:00 (10:00) | Abouo 23                                | Pont      | Waczyński 16  | Cadillac Arena, Peking Nézőszám: 7845 Játékvezetők: Matthew Kallio (CAN), Nicolas Fernandes (TAH), Samir Abaakil (MAR) |
| 2019. szeptember 4. 16:00 (10:00) | Abouo, Thompson 6                       | Lepattanó | Kulig 7       | Cadillac Arena, Peking Nézőszám: 7845 Játékvezetők: Matthew Kallio (CAN), Nicolas Fernandes (TAH), Samir Abaakil (MAR) |
| 2019. szeptember 4. 16:00 (10:00) | Diabate 6                               | Gólpassz  | Waczyński 6   | Cadillac Arena, Peking Nézőszám: 7845 Játékvezetők: Matthew Kallio (CAN), Nicolas Fernandes (TAH), Samir Abaakil (MAR) |

| 2019. szeptember 4. 20:00 (14:00) | Venezuela                                | 72–59     | Kína    | Cadillac Arena, Peking Nézőszám: 11324 Játékvezetők: Yener Yılmaz (TUR), Matthew Myers (USA), Boris Krejić (SVN) |
| 2019. szeptember 4. 20:00 (14:00) | (18–10, 15–13, 18–18, 21–18) Jegyzőkönyv |           |         | Cadillac Arena, Peking Nézőszám: 11324 Játékvezetők: Yener Yılmaz (TUR), Matthew Myers (USA), Boris Krejić (SVN) |
| 2019. szeptember 4. 20:00 (14:00) | Guillent 15                              | Pont      | Fang 13 | Cadillac Arena, Peking Nézőszám: 11324 Játékvezetők: Yener Yılmaz (TUR), Matthew Myers (USA), Boris Krejić (SVN) |
| 2019. szeptember 4. 20:00 (14:00) | Colmenares, Ruiz 7                       | Lepattanó | Yi 8    | Cadillac Arena, Peking Nézőszám: 11324 Játékvezetők: Yener Yılmaz (TUR), Matthew Myers (USA), Boris Krejić (SVN) |
| 2019. szeptember 4. 20:00 (14:00) | Guillent 8                               | Gólpassz  | Zhao 4  | Cadillac Arena, Peking Nézőszám: 11324 Játékvezetők: Yener Yılmaz (TUR), Matthew Myers (USA), Boris Krejić (SVN) |

### B csoport
| Hely. | Csapat      | M | Gy | V | P+  | P–  | Pk  | P | Továbbjutás                      |
| ----- | ----------- | - | -- | - | --- | --- | --- | - | -------------------------------- |
| 1.    | Argentína   | 3 | 3  | 0 | 258 | 211 | +47 | 6 | Továbbjutott a második fordulóba |
| 2.    | Oroszország | 3 | 2  | 1 | 230 | 219 | +11 | 5 | Továbbjutott a második fordulóba |
| 3.    | Nigéria     | 3 | 1  | 2 | 266 | 242 | +24 | 4 | A 17–32. helyért                 |
| 4.    | Dél-Korea   | 3 | 0  | 3 | 208 | 290 | −82 | 3 | A 17–32. helyért                 |

| 2019. augusztus 31. 16:30 (10:30) | Oroszország                              | 82–77     | Nigéria   | Wuhan Gymnasium, Vuhan Játékvezetők: Omar Bermúdez (MEX), Takaki Kato (JPN), Ahmed Al-Shuwaili (IRQ) |
| 2019. augusztus 31. 16:30 (10:30) | (18–13, 22–22, 18–23, 24–19) Jegyzőkönyv |           |           | Wuhan Gymnasium, Vuhan Játékvezetők: Omar Bermúdez (MEX), Takaki Kato (JPN), Ahmed Al-Shuwaili (IRQ) |
| 2019. augusztus 31. 16:30 (10:30) | Kulagin 16                               | Pont      | Okogie 18 | Wuhan Gymnasium, Vuhan Játékvezetők: Omar Bermúdez (MEX), Takaki Kato (JPN), Ahmed Al-Shuwaili (IRQ) |
| 2019. augusztus 31. 16:30 (10:30) | Kurbanov 7                               | Lepattanó | Metu 6    | Wuhan Gymnasium, Vuhan Játékvezetők: Omar Bermúdez (MEX), Takaki Kato (JPN), Ahmed Al-Shuwaili (IRQ) |
| 2019. augusztus 31. 16:30 (10:30) | Fridzon, Zubkov 4                        | Gólpassz  | Okogie 4  | Wuhan Gymnasium, Vuhan Játékvezetők: Omar Bermúdez (MEX), Takaki Kato (JPN), Ahmed Al-Shuwaili (IRQ) |

| 2019. augusztus 31. 20:30 (14:30) | Argentína                                | 95–69     | Dél-Korea   | Wuhan Gymnasium, Vuhan Nézőszám: 4585 Játékvezetők: Cristiano Maranho (BRA), Zdenko Tomašovič (SVK), Carsten Straube (GER) |
| 2019. augusztus 31. 20:30 (14:30) | (22–11, 21–17, 28–16, 24–25) Jegyzőkönyv |           |             | Wuhan Gymnasium, Vuhan Nézőszám: 4585 Játékvezetők: Cristiano Maranho (BRA), Zdenko Tomašovič (SVK), Carsten Straube (GER) |
| 2019. augusztus 31. 20:30 (14:30) | Laprovíttola 17                          | Pont      | Ratliffe 31 | Wuhan Gymnasium, Vuhan Nézőszám: 4585 Játékvezetők: Cristiano Maranho (BRA), Zdenko Tomašovič (SVK), Carsten Straube (GER) |
| 2019. augusztus 31. 20:30 (14:30) | Scola 9                                  | Lepattanó | Ratliffe 15 | Wuhan Gymnasium, Vuhan Nézőszám: 4585 Játékvezetők: Cristiano Maranho (BRA), Zdenko Tomašovič (SVK), Carsten Straube (GER) |
| 2019. augusztus 31. 20:30 (14:30) | Campazzo 6                               | Gólpassz  | Lee 7       | Wuhan Gymnasium, Vuhan Nézőszám: 4585 Játékvezetők: Cristiano Maranho (BRA), Zdenko Tomašovič (SVK), Carsten Straube (GER) |

| 2019. szeptember 2. 16:30 (10:30) | Nigéria                                  | 81–94     | Argentína  | Wuhan Gymnasium, Vuhan Nézőszám: 2100 Játékvezetők: Cristiano Maranho (BRA), Takaki Kato (JPN), Ahmed Al-Shuwaili (IRQ) |
| 2019. szeptember 2. 16:30 (10:30) | (17–28, 26–15, 18–29, 20–22) Jegyzőkönyv |           |            | Wuhan Gymnasium, Vuhan Nézőszám: 2100 Játékvezetők: Cristiano Maranho (BRA), Takaki Kato (JPN), Ahmed Al-Shuwaili (IRQ) |
| 2019. szeptember 2. 16:30 (10:30) | Okogie 18                                | Pont      | Scola 23   | Wuhan Gymnasium, Vuhan Nézőszám: 2100 Játékvezetők: Cristiano Maranho (BRA), Takaki Kato (JPN), Ahmed Al-Shuwaili (IRQ) |
| 2019. szeptember 2. 16:30 (10:30) | Aminu 8                                  | Lepattanó | Scola 10   | Wuhan Gymnasium, Vuhan Nézőszám: 2100 Játékvezetők: Cristiano Maranho (BRA), Takaki Kato (JPN), Ahmed Al-Shuwaili (IRQ) |
| 2019. szeptember 2. 16:30 (10:30) | Okogie 5                                 | Gólpassz  | Campazzo 8 | Wuhan Gymnasium, Vuhan Nézőszám: 2100 Játékvezetők: Cristiano Maranho (BRA), Takaki Kato (JPN), Ahmed Al-Shuwaili (IRQ) |

| 2019. szeptember 2. 20:30 (14:30) | Dél-Korea                                | 73–87     | Oroszország              | Wuhan Gymnasium, Vuhan Nézőszám: 1637 Játékvezetők: Omar Bermúdez (MEX), Zdenko Tomašovič (SVK), Markos Michaelides (SUI) |
| 2019. szeptember 2. 20:30 (14:30) | (18–27, 19–13, 12–23, 24–24) Jegyzőkönyv |           |                          | Wuhan Gymnasium, Vuhan Nézőszám: 1637 Játékvezetők: Omar Bermúdez (MEX), Zdenko Tomašovič (SVK), Markos Michaelides (SUI) |
| 2019. szeptember 2. 20:30 (14:30) | Ratliffe 19                              | Pont      | Fridzon, Vorontsevich 13 | Wuhan Gymnasium, Vuhan Nézőszám: 1637 Játékvezetők: Omar Bermúdez (MEX), Zdenko Tomašovič (SVK), Markos Michaelides (SUI) |
| 2019. szeptember 2. 20:30 (14:30) | Ratliffe 10                              | Lepattanó | Kurbanov, Vorontsevich 7 | Wuhan Gymnasium, Vuhan Nézőszám: 1637 Játékvezetők: Omar Bermúdez (MEX), Zdenko Tomašovič (SVK), Markos Michaelides (SUI) |
| 2019. szeptember 2. 20:30 (14:30) | Lee 5                                    | Gólpassz  | Kurbanov 9               | Wuhan Gymnasium, Vuhan Nézőszám: 1637 Játékvezetők: Omar Bermúdez (MEX), Zdenko Tomašovič (SVK), Markos Michaelides (SUI) |

| 2019. szeptember 4. 16:30 (10:30) | Dél-Korea                                | 66–108    | Nigéria      | Wuhan Gymnasium, Vuhan Nézőszám: 3147 Játékvezetők: Omar Bermúdez (MEX), Carsten Straube (GER), Markos Michaelides (SUI) |
| 2019. szeptember 4. 16:30 (10:30) | (15–17, 16–32, 19–30, 16–29) Jegyzőkönyv |           |              | Wuhan Gymnasium, Vuhan Nézőszám: 3147 Játékvezetők: Omar Bermúdez (MEX), Carsten Straube (GER), Markos Michaelides (SUI) |
| 2019. szeptember 4. 16:30 (10:30) | Ratliffe 18                              | Pont      | Eric 17      | Wuhan Gymnasium, Vuhan Nézőszám: 3147 Játékvezetők: Omar Bermúdez (MEX), Carsten Straube (GER), Markos Michaelides (SUI) |
| 2019. szeptember 4. 16:30 (10:30) | Ratliffe 11                              | Lepattanó | Eric, Metu 9 | Wuhan Gymnasium, Vuhan Nézőszám: 3147 Játékvezetők: Omar Bermúdez (MEX), Carsten Straube (GER), Markos Michaelides (SUI) |
| 2019. szeptember 4. 16:30 (10:30) | Lee, Park 4                              | Gólpassz  | Iroegbu 6    | Wuhan Gymnasium, Vuhan Nézőszám: 3147 Játékvezetők: Omar Bermúdez (MEX), Carsten Straube (GER), Markos Michaelides (SUI) |

| 2019. szeptember 4. 20:30 (14:30) | Oroszország                             | 61–69     | Argentína   | Wuhan Gymnasium, Vuhan Nézőszám: 6255 Játékvezetők: Cristiano Maranho (BRA), Zdenko Tomašovič (SVK), Takaki Kato (JPN) |
| 2019. szeptember 4. 20:30 (14:30) | (17–12, 16–27, 7–14, 21–16) Jegyzőkönyv |           |             | Wuhan Gymnasium, Vuhan Nézőszám: 6255 Játékvezetők: Cristiano Maranho (BRA), Zdenko Tomašovič (SVK), Takaki Kato (JPN) |
| 2019. szeptember 4. 20:30 (14:30) | Zubkov 18                               | Pont      | Campazzo 21 | Wuhan Gymnasium, Vuhan Nézőszám: 6255 Játékvezetők: Cristiano Maranho (BRA), Zdenko Tomašovič (SVK), Takaki Kato (JPN) |
| 2019. szeptember 4. 20:30 (14:30) | Vorontsevich, Zubkov 7                  | Lepattanó | Scola 9     | Wuhan Gymnasium, Vuhan Nézőszám: 6255 Játékvezetők: Cristiano Maranho (BRA), Zdenko Tomašovič (SVK), Takaki Kato (JPN) |
| 2019. szeptember 4. 20:30 (14:30) | Sopin 4                                 | Gólpassz  | Campazzo 7  | Wuhan Gymnasium, Vuhan Nézőszám: 6255 Játékvezetők: Cristiano Maranho (BRA), Zdenko Tomašovič (SVK), Takaki Kato (JPN) |

### C csoport
| Hely. | Csapat        | M | Gy | V | P+  | P–  | Pk  | P | Továbbjutás                      |
| ----- | ------------- | - | -- | - | --- | --- | --- | - | -------------------------------- |
| 1.    | Spanyolország | 3 | 3  | 0 | 247 | 190 | +57 | 6 | Továbbjutott a második fordulóba |
| 2.    | Puerto Rico   | 3 | 2  | 1 | 213 | 218 | −5  | 5 | Továbbjutott a második fordulóba |
| 3.    | Tunézia       | 3 | 1  | 2 | 205 | 235 | −30 | 4 | A 17–32. helyért                 |
| 4.    | Irán          | 3 | 0  | 3 | 213 | 235 | −22 | 3 | A 17–32. helyért                 |

| 2019. augusztus 31. 16:30 (10:30) | Irán                                     | 81–83     | Puerto Rico     | Guangzhou Gymnasium, Kanton Játékvezetők: Ademir Zurapović (BIH), Georgios Poursanidis (GRE), Ye Nan (CHN) |
| 2019. augusztus 31. 16:30 (10:30) | (30–16, 19–15, 16–20, 16–32) Jegyzőkönyv |           |                 | Guangzhou Gymnasium, Kanton Játékvezetők: Ademir Zurapović (BIH), Georgios Poursanidis (GRE), Ye Nan (CHN) |
| 2019. augusztus 31. 16:30 (10:30) | Haddadi, Yakhchali 22                    | Pont      | Huertas 32      | Guangzhou Gymnasium, Kanton Játékvezetők: Ademir Zurapović (BIH), Georgios Poursanidis (GRE), Ye Nan (CHN) |
| 2019. augusztus 31. 16:30 (10:30) | Haddadi 16                               | Lepattanó | Balkman 6       | Guangzhou Gymnasium, Kanton Játékvezetők: Ademir Zurapović (BIH), Georgios Poursanidis (GRE), Ye Nan (CHN) |
| 2019. augusztus 31. 16:30 (10:30) | Jamshidi 5                               | Gólpassz  | három játékos 4 | Guangzhou Gymnasium, Kanton Játékvezetők: Ademir Zurapović (BIH), Georgios Poursanidis (GRE), Ye Nan (CHN) |

| 2019. augusztus 31. 20:30 (14:30) | Spanyolország                           | 101–62    | Tunézia  | Guangzhou Gymnasium, Kanton Játékvezetők: Michael Weiland (CAN), Krishna Domínguez (MEX), James Boyer (AUS) |
| 2019. augusztus 31. 20:30 (14:30) | (16–17, 26–22, 30–8, 29–15) Jegyzőkönyv |           |          | Guangzhou Gymnasium, Kanton Játékvezetők: Michael Weiland (CAN), Krishna Domínguez (MEX), James Boyer (AUS) |
| 2019. augusztus 31. 20:30 (14:30) | Rubio 17                                | Pont      | Mejri 15 | Guangzhou Gymnasium, Kanton Játékvezetők: Michael Weiland (CAN), Krishna Domínguez (MEX), James Boyer (AUS) |
| 2019. augusztus 31. 20:30 (14:30) | J. Hernangómez 8                        | Lepattanó | Mejri 7  | Guangzhou Gymnasium, Kanton Játékvezetők: Michael Weiland (CAN), Krishna Domínguez (MEX), James Boyer (AUS) |
| 2019. augusztus 31. 20:30 (14:30) | W. Hernangómez, Llull 5                 | Gólpassz  | Abada 6  | Guangzhou Gymnasium, Kanton Játékvezetők: Michael Weiland (CAN), Krishna Domínguez (MEX), James Boyer (AUS) |

| 2019. szeptember 2. 16:30 (10:30) | Tunézia                                  | 79–67     | Irán          | Guangzhou Gymnasium, Kanton Játékvezetők: Ademir Zurapović (BIH), Krishna Domínguez (MEX), Arnaud Kom Njilo (CMR) |
| 2019. szeptember 2. 16:30 (10:30) | (29–19, 15–16, 15–13, 20–19) Jegyzőkönyv |           |               | Guangzhou Gymnasium, Kanton Játékvezetők: Ademir Zurapović (BIH), Krishna Domínguez (MEX), Arnaud Kom Njilo (CMR) |
| 2019. szeptember 2. 16:30 (10:30) | Mejri 22                                 | Pont      | Geramipoor 18 | Guangzhou Gymnasium, Kanton Játékvezetők: Ademir Zurapović (BIH), Krishna Domínguez (MEX), Arnaud Kom Njilo (CMR) |
| 2019. szeptember 2. 16:30 (10:30) | Mejri 15                                 | Lepattanó | Haddadi 11    | Guangzhou Gymnasium, Kanton Játékvezetők: Ademir Zurapović (BIH), Krishna Domínguez (MEX), Arnaud Kom Njilo (CMR) |
| 2019. szeptember 2. 16:30 (10:30) | három játékos 5                          | Gólpassz  | Haddadi 8     | Guangzhou Gymnasium, Kanton Játékvezetők: Ademir Zurapović (BIH), Krishna Domínguez (MEX), Arnaud Kom Njilo (CMR) |

| 2019. szeptember 2. 20:30 (14:30) | Puerto Rico                              | 63–73     | Spanyolország | Guangzhou Gymnasium, Kanton Játékvezetők: Michael Weiland (CAN), Georgios Poursanidis (GRE), James Boyer (AUS) |
| 2019. szeptember 2. 20:30 (14:30) | (21–17, 14–19, 10–21, 18–16) Jegyzőkönyv |           |               | Guangzhou Gymnasium, Kanton Játékvezetők: Michael Weiland (CAN), Georgios Poursanidis (GRE), James Boyer (AUS) |
| 2019. szeptember 2. 20:30 (14:30) | Clavell 13                               | Pont      | Gasol 19      | Guangzhou Gymnasium, Kanton Játékvezetők: Michael Weiland (CAN), Georgios Poursanidis (GRE), James Boyer (AUS) |
| 2019. szeptember 2. 20:30 (14:30) | három játékos 5                          | Lepattanó | Rubio 8       | Guangzhou Gymnasium, Kanton Játékvezetők: Michael Weiland (CAN), Georgios Poursanidis (GRE), James Boyer (AUS) |
| 2019. szeptember 2. 20:30 (14:30) | Browne 6                                 | Gólpassz  | Fernández 6   | Guangzhou Gymnasium, Kanton Játékvezetők: Michael Weiland (CAN), Georgios Poursanidis (GRE), James Boyer (AUS) |

| 2019. szeptember 4. 16:30 (10:30) | Puerto Rico                             | 67–64     | Tunézia         | Guangzhou Gymnasium, Kanton Játékvezetők: Ademir Zurapović (BIH), Georgios Poursanidis (GRE), Krishna Domínguez (MEX) |
| 2019. szeptember 4. 16:30 (10:30) | (19–18, 19–14, 14–23, 15–9) Jegyzőkönyv |           |                 | Guangzhou Gymnasium, Kanton Játékvezetők: Ademir Zurapović (BIH), Georgios Poursanidis (GRE), Krishna Domínguez (MEX) |
| 2019. szeptember 4. 16:30 (10:30) | Balkman 14                              | Pont      | Abada, Mejri 14 | Guangzhou Gymnasium, Kanton Játékvezetők: Ademir Zurapović (BIH), Georgios Poursanidis (GRE), Krishna Domínguez (MEX) |
| 2019. szeptember 4. 16:30 (10:30) | Balkman 9                               | Lepattanó | Ben Romdhane 9  | Guangzhou Gymnasium, Kanton Játékvezetők: Ademir Zurapović (BIH), Georgios Poursanidis (GRE), Krishna Domínguez (MEX) |
| 2019. szeptember 4. 16:30 (10:30) | Browne 8                                | Gólpassz  | Roll 5          | Guangzhou Gymnasium, Kanton Játékvezetők: Ademir Zurapović (BIH), Georgios Poursanidis (GRE), Krishna Domínguez (MEX) |

| 2019. szeptember 4. 20:30 (14:30) | Spanyolország                            | 73–65     | Irán               | Guangzhou Gymnasium, Kanton Játékvezetők: Michael Weiland (CAN), Arnaud Kom Njilo (CMR), Ye Nan (CHN) |
| 2019. szeptember 4. 20:30 (14:30) | (18–21, 15–10, 19–22, 21–12) Jegyzőkönyv |           |                    | Guangzhou Gymnasium, Kanton Játékvezetők: Michael Weiland (CAN), Arnaud Kom Njilo (CMR), Ye Nan (CHN) |
| 2019. szeptember 4. 20:30 (14:30) | Gasol 16                                 | Pont      | Jamshidi 15        | Guangzhou Gymnasium, Kanton Játékvezetők: Michael Weiland (CAN), Arnaud Kom Njilo (CMR), Ye Nan (CHN) |
| 2019. szeptember 4. 20:30 (14:30) | J. Hernangómez 10                        | Lepattanó | Haddadi 15         | Guangzhou Gymnasium, Kanton Játékvezetők: Michael Weiland (CAN), Arnaud Kom Njilo (CMR), Ye Nan (CHN) |
| 2019. szeptember 4. 20:30 (14:30) | Rubio 5                                  | Gólpassz  | Bahrami, Haddadi 6 | Guangzhou Gymnasium, Kanton Játékvezetők: Michael Weiland (CAN), Arnaud Kom Njilo (CMR), Ye Nan (CHN) |

### D csoport
| Hely. | Csapat         | M | Gy | V | P+  | P–  | Pk   | P | Továbbjutás                      |
| ----- | -------------- | - | -- | - | --- | --- | ---- | - | -------------------------------- |
| 1.    | Szerbia        | 3 | 3  | 0 | 323 | 203 | +120 | 6 | Továbbjutott a második fordulóba |
| 2.    | Olaszország    | 3 | 2  | 1 | 277 | 215 | +62  | 5 | Továbbjutott a második fordulóba |
| 3.    | Angola         | 3 | 1  | 2 | 204 | 278 | −74  | 4 | A 17–32. helyért                 |
| 4.    | Fülöp-szigetek | 3 | 0  | 3 | 210 | 318 | −108 | 3 | A 17–32. helyért                 |

| 2019. augusztus 31. 15:30 (9:30) | Angola                                   | 59–105    | Szerbia       | Foshan International Sports and Cultural Center, Foshan Nézőszám: 11 000 Játékvezetők: Guilherme Locatelli (BRA), Mārtiņš Kozlovskis (LAT), Scott Beker (AUS) |
| 2019. augusztus 31. 15:30 (9:30) | (20–29, 12–21, 15–28, 12–27) Jegyzőkönyv |           |               | Foshan International Sports and Cultural Center, Foshan Nézőszám: 11 000 Játékvezetők: Guilherme Locatelli (BRA), Mārtiņš Kozlovskis (LAT), Scott Beker (AUS) |
| 2019. augusztus 31. 15:30 (9:30) | Morais 15                                | Pont      | Bogdanović 24 | Foshan International Sports and Cultural Center, Foshan Nézőszám: 11 000 Játékvezetők: Guilherme Locatelli (BRA), Mārtiņš Kozlovskis (LAT), Scott Beker (AUS) |
| 2019. augusztus 31. 15:30 (9:30) | Joaquim 5                                | Lepattanó | Marjanović 10 | Foshan International Sports and Cultural Center, Foshan Nézőszám: 11 000 Játékvezetők: Guilherme Locatelli (BRA), Mārtiņš Kozlovskis (LAT), Scott Beker (AUS) |
| 2019. augusztus 31. 15:30 (9:30) | hét játékos 1                            | Gólpassz  | Jović 9       | Foshan International Sports and Cultural Center, Foshan Nézőszám: 11 000 Játékvezetők: Guilherme Locatelli (BRA), Mārtiņš Kozlovskis (LAT), Scott Beker (AUS) |

| 2019. augusztus 31. 19:30 (13:30) | Fülöp-szigetek                          | 62–108    | Olaszország            | Foshan International Sports and Cultural Center, Foshan Nézőszám: 10 500 Játékvezetők: Steve Anderson (USA), Yohan Rosso (JPN), Yu Jung (TPE) |
| 2019. augusztus 31. 19:30 (13:30) | (8–37, 16–25, 15–23, 23–23) Jegyzőkönyv |           |                        | Foshan International Sports and Cultural Center, Foshan Nézőszám: 10 500 Játékvezetők: Steve Anderson (USA), Yohan Rosso (JPN), Yu Jung (TPE) |
| 2019. augusztus 31. 19:30 (13:30) | Blatche, Perez 15                       | Pont      | Datome, Della Valle 17 | Foshan International Sports and Cultural Center, Foshan Nézőszám: 10 500 Játékvezetők: Steve Anderson (USA), Yohan Rosso (JPN), Yu Jung (TPE) |
| 2019. augusztus 31. 19:30 (13:30) | Blatche 10                              | Lepattanó | Tessitori 8            | Foshan International Sports and Cultural Center, Foshan Nézőszám: 10 500 Játékvezetők: Steve Anderson (USA), Yohan Rosso (JPN), Yu Jung (TPE) |
| 2019. augusztus 31. 19:30 (13:30) | Perez 3                                 | Gólpassz  | Vitali 5               | Foshan International Sports and Cultural Center, Foshan Nézőszám: 10 500 Játékvezetők: Steve Anderson (USA), Yohan Rosso (JPN), Yu Jung (TPE) |

| 2019. szeptember 2. 15:30 (9:30) | Olaszország                              | 92–61     | Angola     | Foshan International Sports and Cultural Center, Foshan Nézőszám: 5000 Játékvezetők: Steven Anderson (USA), Mārtiņš Kozlovskis (LAT), Yevgeniy Mikheyev (KAZ) |
| 2019. szeptember 2. 15:30 (9:30) | (25–11, 19–10, 26–21, 22–19) Jegyzőkönyv |           |            | Foshan International Sports and Cultural Center, Foshan Nézőszám: 5000 Játékvezetők: Steven Anderson (USA), Mārtiņš Kozlovskis (LAT), Yevgeniy Mikheyev (KAZ) |
| 2019. szeptember 2. 15:30 (9:30) | Belinelli 17                             | Pont      | Moreira 15 | Foshan International Sports and Cultural Center, Foshan Nézőszám: 5000 Játékvezetők: Steven Anderson (USA), Mārtiņš Kozlovskis (LAT), Yevgeniy Mikheyev (KAZ) |
| 2019. szeptember 2. 15:30 (9:30) | Brooks 11                                | Lepattanó | Moreira 8  | Foshan International Sports and Cultural Center, Foshan Nézőszám: 5000 Játékvezetők: Steven Anderson (USA), Mārtiņš Kozlovskis (LAT), Yevgeniy Mikheyev (KAZ) |
| 2019. szeptember 2. 15:30 (9:30) | Hackett 3                                | Gólpassz  | Morais 2   | Foshan International Sports and Cultural Center, Foshan Nézőszám: 5000 Játékvezetők: Steven Anderson (USA), Mārtiņš Kozlovskis (LAT), Yevgeniy Mikheyev (KAZ) |

| 2019. szeptember 2. 19:30 (13:30) | Szerbia                                  | 126–67    | Fülöp-szigetek | Foshan International Sports and Cultural Center, Foshan Nézőszám: 10 000 Játékvezetők: Guilherme Locatelli (BRA), Yu Jung (TPE), Yohan Rosso (FRA) |
| 2019. szeptember 2. 19:30 (13:30) | (28–13, 34–22, 37–13, 27–19) Jegyzőkönyv |           |                | Foshan International Sports and Cultural Center, Foshan Nézőszám: 10 000 Játékvezetők: Guilherme Locatelli (BRA), Yu Jung (TPE), Yohan Rosso (FRA) |
| 2019. szeptember 2. 19:30 (13:30) | Bjelica 20                               | Pont      | Perez 16       | Foshan International Sports and Cultural Center, Foshan Nézőszám: 10 000 Játékvezetők: Guilherme Locatelli (BRA), Yu Jung (TPE), Yohan Rosso (FRA) |
| 2019. szeptember 2. 19:30 (13:30) | Jokić 7                                  | Lepattanó | Fajardo 6      | Foshan International Sports and Cultural Center, Foshan Nézőszám: 10 000 Játékvezetők: Guilherme Locatelli (BRA), Yu Jung (TPE), Yohan Rosso (FRA) |
| 2019. szeptember 2. 19:30 (13:30) | Jokić, Micić 7                           | Gólpassz  | Blatche 6      | Foshan International Sports and Cultural Center, Foshan Nézőszám: 10 000 Játékvezetők: Guilherme Locatelli (BRA), Yu Jung (TPE), Yohan Rosso (FRA) |

| 2019. szeptember 4. 15:30 (9:30) | Angola                                         | 84–81 (h. u.) | Fülöp-szigetek | Foshan International Sports and Cultural Center, Foshan Nézőszám: 5500 Játékvezetők: Guilherme Locatelli (BRA), Yevgeniy Mikheyev (KAZ), Scott Beker (AUS) |
| 2019. szeptember 4. 15:30 (9:30) | (21–20, 17–14, 18–12, 17–27, 11–8) Jegyzőkönyv |               |                | Foshan International Sports and Cultural Center, Foshan Nézőszám: 5500 Játékvezetők: Guilherme Locatelli (BRA), Yevgeniy Mikheyev (KAZ), Scott Beker (AUS) |
| 2019. szeptember 4. 15:30 (9:30) | Joaquim 20                                     | Pont          | Blatche 23     | Foshan International Sports and Cultural Center, Foshan Nézőszám: 5500 Játékvezetők: Guilherme Locatelli (BRA), Yevgeniy Mikheyev (KAZ), Scott Beker (AUS) |
| 2019. szeptember 4. 15:30 (9:30) | Moreira 15                                     | Lepattanó     | Blatche 12     | Foshan International Sports and Cultural Center, Foshan Nézőszám: 5500 Játékvezetők: Guilherme Locatelli (BRA), Yevgeniy Mikheyev (KAZ), Scott Beker (AUS) |
| 2019. szeptember 4. 15:30 (9:30) | Paulo 6                                        | Gólpassz      | Ravena 4       | Foshan International Sports and Cultural Center, Foshan Nézőszám: 5500 Játékvezetők: Guilherme Locatelli (BRA), Yevgeniy Mikheyev (KAZ), Scott Beker (AUS) |

| 2019. szeptember 4. 19:30 (13:30) | Olaszország                              | 77–92     | Szerbia       | Foshan International Sports and Cultural Center, Foshan Nézőszám: 15 000 Játékvezetők: Steve Anderson (USA), Yohan Rosso (FRA), Yu Jung (TPE) |
| 2019. szeptember 4. 19:30 (13:30) | (23–28, 19–22, 15–20, 20–22) Jegyzőkönyv |           |               | Foshan International Sports and Cultural Center, Foshan Nézőszám: 15 000 Játékvezetők: Steve Anderson (USA), Yohan Rosso (FRA), Yu Jung (TPE) |
| 2019. szeptember 4. 19:30 (13:30) | Gallinari 26                             | Pont      | Bogdanović 31 | Foshan International Sports and Cultural Center, Foshan Nézőszám: 15 000 Játékvezetők: Steve Anderson (USA), Yohan Rosso (FRA), Yu Jung (TPE) |
| 2019. szeptember 4. 19:30 (13:30) | Gallinari 8                              | Lepattanó | Bjelica 7     | Foshan International Sports and Cultural Center, Foshan Nézőszám: 15 000 Játékvezetők: Steve Anderson (USA), Yohan Rosso (FRA), Yu Jung (TPE) |
| 2019. szeptember 4. 19:30 (13:30) | Belinelli 4                              | Gólpassz  | Bjelica 9     | Foshan International Sports and Cultural Center, Foshan Nézőszám: 15 000 Játékvezetők: Steve Anderson (USA), Yohan Rosso (FRA), Yu Jung (TPE) |

### E csoport
| Hely. | Csapat           | M | Gy | V | P+  | P–  | Pk  | P | Továbbjutás                      |
| ----- | ---------------- | - | -- | - | --- | --- | --- | - | -------------------------------- |
| 1.    | Egyesült Államok | 3 | 3  | 0 | 279 | 204 | +75 | 6 | Továbbjutott a második fordulóba |
| 2.    | Csehország       | 3 | 2  | 1 | 247 | 240 | +7  | 5 | Továbbjutott a második fordulóba |
| 3.    | Törökország      | 3 | 1  | 2 | 254 | 251 | +3  | 4 | A 17–32. helyért                 |
| 4.    | Japán            | 3 | 0  | 3 | 188 | 273 | −85 | 3 | A 17–32. helyért                 |

| 2019. szeptember 1. 16:30 (10:30) | Törökország                              | 86–67     | Japán        | Shanghai Oriental Sports Center, Sanghaj Nézőszám: 16 000 Játékvezetők: Aleksandar Glišić (SRB), Ferdinand Pascual (PHI), Andris Aunkrogers (LAT) |
| 2019. szeptember 1. 16:30 (10:30) | (28–12, 19–23, 20–14, 19–18) Jegyzőkönyv |           |              | Shanghai Oriental Sports Center, Sanghaj Nézőszám: 16 000 Játékvezetők: Aleksandar Glišić (SRB), Ferdinand Pascual (PHI), Andris Aunkrogers (LAT) |
| 2019. szeptember 1. 16:30 (10:30) | Mahmutoğlu 17                            | Pont      | Hacsimura 15 | Shanghai Oriental Sports Center, Sanghaj Nézőszám: 16 000 Játékvezetők: Aleksandar Glišić (SRB), Ferdinand Pascual (PHI), Andris Aunkrogers (LAT) |
| 2019. szeptember 1. 16:30 (10:30) | İlyasova 9                               | Lepattanó | Hacsimura 7  | Shanghai Oriental Sports Center, Sanghaj Nézőszám: 16 000 Játékvezetők: Aleksandar Glišić (SRB), Ferdinand Pascual (PHI), Andris Aunkrogers (LAT) |
| 2019. szeptember 1. 16:30 (10:30) | Balbay 8                                 | Gólpassz  | Baba 4       | Shanghai Oriental Sports Center, Sanghaj Nézőszám: 16 000 Játékvezetők: Aleksandar Glišić (SRB), Ferdinand Pascual (PHI), Andris Aunkrogers (LAT) |

| 2019. szeptember 1. 20:30 (14:30) | Csehország                               | 67–88     | Egyesült Államok | Shanghai Oriental Sports Center, Sanghaj Nézőszám: 17 800 Játékvezetők: Manuel Mazzoni (ITA), Wojciech Liszka (POL), Duan Zhu (CHN) |
| 2019. szeptember 1. 20:30 (14:30) | (14–17, 15–26, 19–23, 19–22) Jegyzőkönyv |           |                  | Shanghai Oriental Sports Center, Sanghaj Nézőszám: 17 800 Játékvezetők: Manuel Mazzoni (ITA), Wojciech Liszka (POL), Duan Zhu (CHN) |
| 2019. szeptember 1. 20:30 (14:30) | Satoranský 17                            | Pont      | Mitchell 16      | Shanghai Oriental Sports Center, Sanghaj Nézőszám: 17 800 Játékvezetők: Manuel Mazzoni (ITA), Wojciech Liszka (POL), Duan Zhu (CHN) |
| 2019. szeptember 1. 20:30 (14:30) | Bohačík 9                                | Lepattanó | Turner 7         | Shanghai Oriental Sports Center, Sanghaj Nézőszám: 17 800 Játékvezetők: Manuel Mazzoni (ITA), Wojciech Liszka (POL), Duan Zhu (CHN) |
| 2019. szeptember 1. 20:30 (14:30) | Satoranský 5                             | Gólpassz  | Walker 4         | Shanghai Oriental Sports Center, Sanghaj Nézőszám: 17 800 Játékvezetők: Manuel Mazzoni (ITA), Wojciech Liszka (POL), Duan Zhu (CHN) |

| 2019. szeptember 3. 16:30 (10:30) | Japán                                    | 76–89     | Csehország         | Shanghai Oriental Sports Center, Sanghaj Nézőszám: 12 200 Játékvezetők: Manuel Mazzoni (ITA), Andris Aunkrogers (LAT), Kim Jong-kuk (KOR) |
| 2019. szeptember 3. 16:30 (10:30) | (18–18, 22–27, 15–19, 21–25) Jegyzőkönyv |           |                    | Shanghai Oriental Sports Center, Sanghaj Nézőszám: 12 200 Játékvezetők: Manuel Mazzoni (ITA), Andris Aunkrogers (LAT), Kim Jong-kuk (KOR) |
| 2019. szeptember 3. 16:30 (10:30) | Hacsimura 21                             | Pont      | Bohačík, Schilb 22 | Shanghai Oriental Sports Center, Sanghaj Nézőszám: 12 200 Játékvezetők: Manuel Mazzoni (ITA), Andris Aunkrogers (LAT), Kim Jong-kuk (KOR) |
| 2019. szeptember 3. 16:30 (10:30) | Fazekas 10                               | Lepattanó | Balvín 8           | Shanghai Oriental Sports Center, Sanghaj Nézőszám: 12 200 Játékvezetők: Manuel Mazzoni (ITA), Andris Aunkrogers (LAT), Kim Jong-kuk (KOR) |
| 2019. szeptember 3. 16:30 (10:30) | Hacsimura, Shinoyama 4                   | Gólpassz  | Satoransky 7       | Shanghai Oriental Sports Center, Sanghaj Nézőszám: 12 200 Játékvezetők: Manuel Mazzoni (ITA), Andris Aunkrogers (LAT), Kim Jong-kuk (KOR) |

| 2019. szeptember 3. 20:30 (14:30) | Egyesült Államok                                | 93–92 (h. u.) | Törökország | Shanghai Oriental Sports Center, Sanghaj Nézőszám: 18 000 Játékvezetők: Aleksandar Glišić (SRB), Ferdinand Pascual (PHI), Wojciech Liszka (POL) |
| 2019. szeptember 3. 20:30 (14:30) | (26–21, 21–21, 18–19, 16–20, 12–11) Jegyzőkönyv |               |             | Shanghai Oriental Sports Center, Sanghaj Nézőszám: 18 000 Játékvezetők: Aleksandar Glišić (SRB), Ferdinand Pascual (PHI), Wojciech Liszka (POL) |
| 2019. szeptember 3. 20:30 (14:30) | Middleton 15                                    | Pont          | İlyasova 23 | Shanghai Oriental Sports Center, Sanghaj Nézőszám: 18 000 Játékvezetők: Aleksandar Glišić (SRB), Ferdinand Pascual (PHI), Wojciech Liszka (POL) |
| 2019. szeptember 3. 20:30 (14:30) | Tatum 11                                        | Lepattanó     | İlyasova 14 | Shanghai Oriental Sports Center, Sanghaj Nézőszám: 18 000 Játékvezetők: Aleksandar Glišić (SRB), Ferdinand Pascual (PHI), Wojciech Liszka (POL) |
| 2019. szeptember 3. 20:30 (14:30) | Walker 7                                        | Gólpassz      | Osman 4     | Shanghai Oriental Sports Center, Sanghaj Nézőszám: 18 000 Játékvezetők: Aleksandar Glišić (SRB), Ferdinand Pascual (PHI), Wojciech Liszka (POL) |

| 2019. szeptember 5. 16:30 (10:30) | Törökország                              | 76–91     | Csehország | Shanghai Oriental Sports Center, Sanghaj Játékvezetők: Aleksandar Glišić (SRB), Ferdinand Pascual (PHI), Wojciech Liszka (POL) |
| 2019. szeptember 5. 16:30 (10:30) | (16–22, 19–21, 25–23, 16–25) Jegyzőkönyv |           |            | Shanghai Oriental Sports Center, Sanghaj Játékvezetők: Aleksandar Glišić (SRB), Ferdinand Pascual (PHI), Wojciech Liszka (POL) |
| 2019. szeptember 5. 16:30 (10:30) | Osman 24                                 | Pont      | Hruban 18  | Shanghai Oriental Sports Center, Sanghaj Játékvezetők: Aleksandar Glišić (SRB), Ferdinand Pascual (PHI), Wojciech Liszka (POL) |
| 2019. szeptember 5. 16:30 (10:30) | három játékos 4                          | Lepattanó | Balvín 11  | Shanghai Oriental Sports Center, Sanghaj Játékvezetők: Aleksandar Glišić (SRB), Ferdinand Pascual (PHI), Wojciech Liszka (POL) |
| 2019. szeptember 5. 16:30 (10:30) | négy játékos 3                           | Gólpassz  | Schilb 8   | Shanghai Oriental Sports Center, Sanghaj Játékvezetők: Aleksandar Glišić (SRB), Ferdinand Pascual (PHI), Wojciech Liszka (POL) |

| 2019. szeptember 5. 20:30 (14:30) | Egyesült Államok                       | 98–45     | Japán           | Shanghai Oriental Sports Center, Sanghaj Játékvezetők: Manuel Mazzoni (ITA), Andris Aunkrogers (LAT), Duan Zhu (CHN) |
| 2019. szeptember 5. 20:30 (14:30) | (23–9, 33–14, 28–8, 14–14) Jegyzőkönyv |           |                 | Shanghai Oriental Sports Center, Sanghaj Játékvezetők: Manuel Mazzoni (ITA), Andris Aunkrogers (LAT), Duan Zhu (CHN) |
| 2019. szeptember 5. 20:30 (14:30) | Brown 20                               | Pont      | Baba 18         | Shanghai Oriental Sports Center, Sanghaj Játékvezetők: Manuel Mazzoni (ITA), Andris Aunkrogers (LAT), Duan Zhu (CHN) |
| 2019. szeptember 5. 20:30 (14:30) | Turner 9                               | Lepattanó | Takeuchi 6      | Shanghai Oriental Sports Center, Sanghaj Játékvezetők: Manuel Mazzoni (ITA), Andris Aunkrogers (LAT), Duan Zhu (CHN) |
| 2019. szeptember 5. 20:30 (14:30) | Walker 8                               | Gólpassz  | Vatanabe Juta 2 | Shanghai Oriental Sports Center, Sanghaj Játékvezetők: Manuel Mazzoni (ITA), Andris Aunkrogers (LAT), Duan Zhu (CHN) |

### F csoport
| Hely. | Csapat      | M | Gy | V | P+  | P–  | Pk  | P | Továbbjutás                      |
| ----- | ----------- | - | -- | - | --- | --- | --- | - | -------------------------------- |
| 1.    | Brazília    | 3 | 3  | 0 | 265 | 245 | +20 | 6 | Továbbjutott a második fordulóba |
| 2.    | Görögország | 3 | 2  | 1 | 266 | 236 | +30 | 5 | Továbbjutott a második fordulóba |
| 3.    | Új-Zéland   | 3 | 1  | 2 | 284 | 288 | −4  | 4 | A 17–32. helyért                 |
| 4.    | Montenegró  | 3 | 0  | 3 | 216 | 262 | −46 | 3 | A 17–32. helyért                 |

| 2019. szeptember 1. 16:00 (10:00) | Új-Zéland                                | 94–102    | Brazília   | Nanjing Youth Olympic Sports Park Gymnasium, Nanking Nézőszám: 5800 Játékvezetők: Antonio Conde (ESP), Leandro Lezcano (ARG), Hwang In-tae (KOR) |
| 2019. szeptember 1. 16:00 (10:00) | (20–21, 30–29, 12–28, 32–24) Jegyzőkönyv |           |            | Nanjing Youth Olympic Sports Park Gymnasium, Nanking Nézőszám: 5800 Játékvezetők: Antonio Conde (ESP), Leandro Lezcano (ARG), Hwang In-tae (KOR) |
| 2019. szeptember 1. 16:00 (10:00) | C. Webster 19                            | Pont      | Barbosa 22 | Nanjing Youth Olympic Sports Park Gymnasium, Nanking Nézőszám: 5800 Játékvezetők: Antonio Conde (ESP), Leandro Lezcano (ARG), Hwang In-tae (KOR) |
| 2019. szeptember 1. 16:00 (10:00) | Loe 10                                   | Lepattanó | Felício 13 | Nanjing Youth Olympic Sports Park Gymnasium, Nanking Nézőszám: 5800 Játékvezetők: Antonio Conde (ESP), Leandro Lezcano (ARG), Hwang In-tae (KOR) |
| 2019. szeptember 1. 16:00 (10:00) | Ili 6                                    | Gólpassz  | Luz 6      | Nanjing Youth Olympic Sports Park Gymnasium, Nanking Nézőszám: 5800 Játékvezetők: Antonio Conde (ESP), Leandro Lezcano (ARG), Hwang In-tae (KOR) |

| 2019. szeptember 1. 20:00 (14:00) | Görögország                            | 85–60     | Montenegró  | Nanjing Youth Olympic Sports Park Gymnasium, Nanking Nézőszám: 11386 Játékvezetők: Roberto Vázquez (PUR), Andrés Bartel (URG), Sergiy Zashchuk (UKR) |
| 2019. szeptember 1. 20:00 (14:00) | (17–9, 25–7, 21–22, 22–22) Jegyzőkönyv |           |             | Nanjing Youth Olympic Sports Park Gymnasium, Nanking Nézőszám: 11386 Játékvezetők: Roberto Vázquez (PUR), Andrés Bartel (URG), Sergiy Zashchuk (UKR) |
| 2019. szeptember 1. 20:00 (14:00) | Printezis 16                           | Pont      | Vučević 12  | Nanjing Youth Olympic Sports Park Gymnasium, Nanking Nézőszám: 11386 Játékvezetők: Roberto Vázquez (PUR), Andrés Bartel (URG), Sergiy Zashchuk (UKR) |
| 2019. szeptember 1. 20:00 (14:00) | Papagiannis 9                          | Lepattanó | Dubljević 5 | Nanjing Youth Olympic Sports Park Gymnasium, Nanking Nézőszám: 11386 Játékvezetők: Roberto Vázquez (PUR), Andrés Bartel (URG), Sergiy Zashchuk (UKR) |
| 2019. szeptember 1. 20:00 (14:00) | Calathes 7                             | Gólpassz  | Ivanović 5  | Nanjing Youth Olympic Sports Park Gymnasium, Nanking Nézőszám: 11386 Játékvezetők: Roberto Vázquez (PUR), Andrés Bartel (URG), Sergiy Zashchuk (UKR) |

| 2019. szeptember 3. 16:00 (10:00) | Montenegró                               | 83–93     | Új-Zéland     | Nanjing Youth Olympic Sports Park Gymnasium, Nanking Nézőszám: 3308 Játékvezetők: Antonio Conde (ESP), Leandro Lezcano (ARG), Michał Proc (POL) |
| 2019. szeptember 3. 16:00 (10:00) | (26–31, 18–22, 21–13, 18–27) Jegyzőkönyv |           |               | Nanjing Youth Olympic Sports Park Gymnasium, Nanking Nézőszám: 3308 Játékvezetők: Antonio Conde (ESP), Leandro Lezcano (ARG), Michał Proc (POL) |
| 2019. szeptember 3. 16:00 (10:00) | Ivanović 18                              | Pont      | C. Webster 25 | Nanjing Youth Olympic Sports Park Gymnasium, Nanking Nézőszám: 3308 Játékvezetők: Antonio Conde (ESP), Leandro Lezcano (ARG), Michał Proc (POL) |
| 2019. szeptember 3. 16:00 (10:00) | Dubljević 13                             | Lepattanó | Fotu 7        | Nanjing Youth Olympic Sports Park Gymnasium, Nanking Nézőszám: 3308 Játékvezetők: Antonio Conde (ESP), Leandro Lezcano (ARG), Michał Proc (POL) |
| 2019. szeptember 3. 16:00 (10:00) | Ivanović 7                               | Gólpassz  | C. Webster 7  | Nanjing Youth Olympic Sports Park Gymnasium, Nanking Nézőszám: 3308 Játékvezetők: Antonio Conde (ESP), Leandro Lezcano (ARG), Michał Proc (POL) |

| 2019. szeptember 3. 20:00 (14:00) | Brazília                                 | 79–78     | Görögország  | Nanjing Youth Olympic Sports Park Gymnasium, Nanking Nézőszám: 11945 Játékvezetők: Roberto Vázquez (PUR), Sergiy Zashchuk (UKR), Hwang In-tae (KOR) |
| 2019. szeptember 3. 20:00 (14:00) | (15–19, 15–21, 26–13, 23–25) Jegyzőkönyv |           |              | Nanjing Youth Olympic Sports Park Gymnasium, Nanking Nézőszám: 11945 Játékvezetők: Roberto Vázquez (PUR), Sergiy Zashchuk (UKR), Hwang In-tae (KOR) |
| 2019. szeptember 3. 20:00 (14:00) | Varejão 22                               | Pont      | Printezis 20 | Nanjing Youth Olympic Sports Park Gymnasium, Nanking Nézőszám: 11945 Játékvezetők: Roberto Vázquez (PUR), Sergiy Zashchuk (UKR), Hwang In-tae (KOR) |
| 2019. szeptember 3. 20:00 (14:00) | Caboclo 10                               | Lepattanó | Calathes 7   | Nanjing Youth Olympic Sports Park Gymnasium, Nanking Nézőszám: 11945 Játékvezetők: Roberto Vázquez (PUR), Sergiy Zashchuk (UKR), Hwang In-tae (KOR) |
| 2019. szeptember 3. 20:00 (14:00) | Garcia, Luz 6                            | Gólpassz  | Sloukas 11   | Nanjing Youth Olympic Sports Park Gymnasium, Nanking Nézőszám: 11945 Játékvezetők: Roberto Vázquez (PUR), Sergiy Zashchuk (UKR), Hwang In-tae (KOR) |

| 2019. szeptember 5. 16:00 (10:00) | Brazília                                 | 84–73     | Montenegró          | Nanjing Youth Olympic Sports Park Gymnasium, Nanking Játékvezetők: Antonio Conde (ESP), Andrés Bartel (URU), Michał Proc (POL) |
| 2019. szeptember 5. 16:00 (10:00) | (19–20, 24–18, 23–16, 18–19) Jegyzőkönyv |           |                     | Nanjing Youth Olympic Sports Park Gymnasium, Nanking Játékvezetők: Antonio Conde (ESP), Andrés Bartel (URU), Michał Proc (POL) |
| 2019. szeptember 5. 16:00 (10:00) | Huertas 16                               | Pont      | Needham 16          | Nanjing Youth Olympic Sports Park Gymnasium, Nanking Játékvezetők: Antonio Conde (ESP), Andrés Bartel (URU), Michał Proc (POL) |
| 2019. szeptember 5. 16:00 (10:00) | Caboclo, Felício 7                       | Lepattanó | Radončić, Vučević 6 | Nanjing Youth Olympic Sports Park Gymnasium, Nanking Játékvezetők: Antonio Conde (ESP), Andrés Bartel (URU), Michał Proc (POL) |
| 2019. szeptember 5. 16:00 (10:00) | Huertas 6                                | Gólpassz  | Needham 10          | Nanjing Youth Olympic Sports Park Gymnasium, Nanking Játékvezetők: Antonio Conde (ESP), Andrés Bartel (URU), Michał Proc (POL) |

| 2019. szeptember 5. 20:00 (14:00) | Görögország                              | 103–97    | Új-Zéland          | Nanjing Youth Olympic Sports Park Gymnasium, Nanking Játékvezetők: Roberto Vázquez (PUR), Leandro Lezcano (ARG), Hwang In-tae (KOR) |
| 2019. szeptember 5. 20:00 (14:00) | (28–19, 23–25, 20–22, 32–31) Jegyzőkönyv |           |                    | Nanjing Youth Olympic Sports Park Gymnasium, Nanking Játékvezetők: Roberto Vázquez (PUR), Leandro Lezcano (ARG), Hwang In-tae (KOR) |
| 2019. szeptember 5. 20:00 (14:00) | Antetokúnmpo 24                          | Pont      | C. Webster 31      | Nanjing Youth Olympic Sports Park Gymnasium, Nanking Játékvezetők: Roberto Vázquez (PUR), Leandro Lezcano (ARG), Hwang In-tae (KOR) |
| 2019. szeptember 5. 20:00 (14:00) | Antetokúnmpo 10                          | Lepattanó | Abercrombie, Loe 6 | Nanjing Youth Olympic Sports Park Gymnasium, Nanking Játékvezetők: Roberto Vázquez (PUR), Leandro Lezcano (ARG), Hwang In-tae (KOR) |
| 2019. szeptember 5. 20:00 (14:00) | Sloukas 7                                | Gólpassz  | Ili 9              | Nanjing Youth Olympic Sports Park Gymnasium, Nanking Játékvezetők: Roberto Vázquez (PUR), Leandro Lezcano (ARG), Hwang In-tae (KOR) |

### G csoport
| Hely. | Csapat                | M | Gy | V | P+  | P–  | Pk  | P | Továbbjutás                      |
| ----- | --------------------- | - | -- | - | --- | --- | --- | - | -------------------------------- |
| 1.    | Franciaország         | 3 | 3  | 0 | 271 | 194 | +77 | 6 | Továbbjutott a második fordulóba |
| 2.    | Dominikai Köztársaság | 3 | 2  | 1 | 206 | 234 | −28 | 5 | Továbbjutott a második fordulóba |
| 3.    | Németország           | 3 | 1  | 2 | 238 | 210 | +28 | 4 | A 17–32. helyért                 |
| 4.    | Jordánia              | 3 | 0  | 3 | 202 | 279 | −77 | 3 | A 17–32. helyért                 |

| 2019. szeptember 1. 16:30 (10:30) | Dominikai Köztársaság                    | 80–76     | Jordánia     | Shenzhen Bay Sports Centre, Sencsen Nézőszám: 6286 Játékvezetők: Tolga Şahin (ITA), Julio Anaya (PAN), Kingsley Ojeaburu (NGR) |
| 2019. szeptember 1. 16:30 (10:30) | (22–17, 25–19, 14–17, 19–23) Jegyzőkönyv |           |              | Shenzhen Bay Sports Centre, Sencsen Nézőszám: 6286 Játékvezetők: Tolga Şahin (ITA), Julio Anaya (PAN), Kingsley Ojeaburu (NGR) |
| 2019. szeptember 1. 16:30 (10:30) | Liz 15                                   | Pont      | Al-Dwairi 34 | Shenzhen Bay Sports Centre, Sencsen Nézőszám: 6286 Játékvezetők: Tolga Şahin (ITA), Julio Anaya (PAN), Kingsley Ojeaburu (NGR) |
| 2019. szeptember 1. 16:30 (10:30) | Roberts 6                                | Lepattanó | Al-Dwairi 10 | Shenzhen Bay Sports Centre, Sencsen Nézőszám: 6286 Játékvezetők: Tolga Şahin (ITA), Julio Anaya (PAN), Kingsley Ojeaburu (NGR) |
| 2019. szeptember 1. 16:30 (10:30) | Solano 7                                 | Gólpassz  | Abbas 4      | Shenzhen Bay Sports Centre, Sencsen Nézőszám: 6286 Játékvezetők: Tolga Şahin (ITA), Julio Anaya (PAN), Kingsley Ojeaburu (NGR) |

| 2019. szeptember 1. 20:30 (14:30) | Franciaország                           | 78–74     | Németország  | Shenzhen Bay Sports Centre, Sencsen Nézőszám: 10 438 Játékvezetők: Juan Fernández (ARG), Luis Castillo (ESP), Daniel García (VEN) |
| 2019. szeptember 1. 20:30 (14:30) | (16–4, 20–16, 23–30, 19–24) Jegyzőkönyv |           |              | Shenzhen Bay Sports Centre, Sencsen Nézőszám: 10 438 Játékvezetők: Juan Fernández (ARG), Luis Castillo (ESP), Daniel García (VEN) |
| 2019. szeptember 1. 20:30 (14:30) | Fournier 26                             | Pont      | Voigtmann 25 | Shenzhen Bay Sports Centre, Sencsen Nézőszám: 10 438 Játékvezetők: Juan Fernández (ARG), Luis Castillo (ESP), Daniel García (VEN) |
| 2019. szeptember 1. 20:30 (14:30) | Fournier 10                             | Lepattanó | Theis 8      | Shenzhen Bay Sports Centre, Sencsen Nézőszám: 10 438 Játékvezetők: Juan Fernández (ARG), Luis Castillo (ESP), Daniel García (VEN) |
| 2019. szeptember 1. 20:30 (14:30) | Albicy 5                                | Gólpassz  | Schröder 8   | Shenzhen Bay Sports Centre, Sencsen Nézőszám: 10 438 Játékvezetők: Juan Fernández (ARG), Luis Castillo (ESP), Daniel García (VEN) |

| 2019. szeptember 3. 16:30 (10:30) | Németország                              | 68–70     | Dominikai Köztársaság | Shenzhen Bay Sports Centre, Sencsen Nézőszám: 4332 Játékvezetők: Tolga Şahin (ITA), Julio Anaya (PAN), Luis Castillo (ESP) |
| 2019. szeptember 3. 16:30 (10:30) | (21–16, 18–21, 13–18, 16–15) Jegyzőkönyv |           |                       | Shenzhen Bay Sports Centre, Sencsen Nézőszám: 4332 Játékvezetők: Tolga Şahin (ITA), Julio Anaya (PAN), Luis Castillo (ESP) |
| 2019. szeptember 3. 16:30 (10:30) | Schröder 20                              | Pont      | Liz 17                | Shenzhen Bay Sports Centre, Sencsen Nézőszám: 4332 Játékvezetők: Tolga Şahin (ITA), Julio Anaya (PAN), Luis Castillo (ESP) |
| 2019. szeptember 3. 16:30 (10:30) | Theis 8                                  | Lepattanó | négy játékos 5        | Shenzhen Bay Sports Centre, Sencsen Nézőszám: 4332 Játékvezetők: Tolga Şahin (ITA), Julio Anaya (PAN), Luis Castillo (ESP) |
| 2019. szeptember 3. 16:30 (10:30) | Schröder 7                               | Gólpassz  | Solano 11             | Shenzhen Bay Sports Centre, Sencsen Nézőszám: 4332 Játékvezetők: Tolga Şahin (ITA), Julio Anaya (PAN), Luis Castillo (ESP) |

| 2019. szeptember 3. 20:30 (14:30) | Jordánia                                 | 64–103    | Franciaország | Shenzhen Bay Sports Centre, Sencsen Nézőszám: 7489 Játékvezetők: Juan Fernández (ARG), Daniel García (VEN), Felipe Ibarra (CHI) |
| 2019. szeptember 3. 20:30 (14:30) | (18–25, 15–25, 17–28, 14–25) Jegyzőkönyv |           |               | Shenzhen Bay Sports Centre, Sencsen Nézőszám: 7489 Játékvezetők: Juan Fernández (ARG), Daniel García (VEN), Felipe Ibarra (CHI) |
| 2019. szeptember 3. 20:30 (14:30) | Tucker 20                                | Pont      | De Colo 19    | Shenzhen Bay Sports Centre, Sencsen Nézőszám: 7489 Játékvezetők: Juan Fernández (ARG), Daniel García (VEN), Felipe Ibarra (CHI) |
| 2019. szeptember 3. 20:30 (14:30) | Abbas, Al-Dwairi 7                       | Lepattanó | Gobert 13     | Shenzhen Bay Sports Centre, Sencsen Nézőszám: 7489 Játékvezetők: Juan Fernández (ARG), Daniel García (VEN), Felipe Ibarra (CHI) |
| 2019. szeptember 3. 20:30 (14:30) | Ibrahim 4                                | Gólpassz  | De Colo 8     | Shenzhen Bay Sports Centre, Sencsen Nézőszám: 7489 Játékvezetők: Juan Fernández (ARG), Daniel García (VEN), Felipe Ibarra (CHI) |

| 2019. szeptember 5. 16:30 (10:30) | Németország                              | 96–62     | Jordánia        | Shenzhen Bay Sports Centre, Sencsen Játékvezetők: Juan Fernández (ARG), Daniel García (VEN), Kingsley Ojeaburu (NGA) |
| 2019. szeptember 5. 16:30 (10:30) | (28–17, 20–19, 18–13, 30–13) Jegyzőkönyv |           |                 | Shenzhen Bay Sports Centre, Sencsen Játékvezetők: Juan Fernández (ARG), Daniel García (VEN), Kingsley Ojeaburu (NGA) |
| 2019. szeptember 5. 16:30 (10:30) | Kleber 18                                | Pont      | Al Dwairi 17    | Shenzhen Bay Sports Centre, Sencsen Játékvezetők: Juan Fernández (ARG), Daniel García (VEN), Kingsley Ojeaburu (NGA) |
| 2019. szeptember 5. 16:30 (10:30) | Barthel, Benzing 5                       | Lepattanó | Al Dwairi 8     | Shenzhen Bay Sports Centre, Sencsen Játékvezetők: Juan Fernández (ARG), Daniel García (VEN), Kingsley Ojeaburu (NGA) |
| 2019. szeptember 5. 16:30 (10:30) | Schröder 11                              | Gólpassz  | Abbas, Abdeen 3 | Shenzhen Bay Sports Centre, Sencsen Játékvezetők: Juan Fernández (ARG), Daniel García (VEN), Kingsley Ojeaburu (NGA) |

| 2019. szeptember 5. 20:30 (14:30) | Dominikai Köztársaság                   | 56–90     | Franciaország     | Shenzhen Bay Sports Centre, Sencsen Játékvezetők: Tolga Şahin (ITA), Luis Castillo (ESP), Felipe Ibarra (CHI) |
| 2019. szeptember 5. 20:30 (14:30) | (8–18, 13–25, 19–25, 16–22) Jegyzőkönyv |           |                   | Shenzhen Bay Sports Centre, Sencsen Játékvezetők: Tolga Şahin (ITA), Luis Castillo (ESP), Felipe Ibarra (CHI) |
| 2019. szeptember 5. 20:30 (14:30) | V. Liz 12                               | Pont      | De Colo 15        | Shenzhen Bay Sports Centre, Sencsen Játékvezetők: Tolga Şahin (ITA), Luis Castillo (ESP), Felipe Ibarra (CHI) |
| 2019. szeptember 5. 20:30 (14:30) | Roberts, Vargas 6                       | Lepattanó | Gobert, Poirier 8 | Shenzhen Bay Sports Centre, Sencsen Játékvezetők: Tolga Şahin (ITA), Luis Castillo (ESP), Felipe Ibarra (CHI) |
| 2019. szeptember 5. 20:30 (14:30) | Ramón 3                                 | Gólpassz  | Fournier 5        | Shenzhen Bay Sports Centre, Sencsen Játékvezetők: Tolga Şahin (ITA), Luis Castillo (ESP), Felipe Ibarra (CHI) |

### H csoport
| Hely. | Csapat     | M | Gy | V | P+  | P–  | Pk  | P | Továbbjutás                      |
| ----- | ---------- | - | -- | - | --- | --- | --- | - | -------------------------------- |
| 1.    | Ausztrália | 3 | 3  | 0 | 276 | 242 | +34 | 6 | Továbbjutott a második fordulóba |
| 2.    | Litvánia   | 3 | 2  | 1 | 275 | 203 | +72 | 5 | Továbbjutott a második fordulóba |
| 3.    | Kanada     | 3 | 1  | 2 | 243 | 260 | −17 | 4 | A 17–32. helyért                 |
| 4.    | Szenegál   | 3 | 0  | 3 | 175 | 264 | −89 | 3 | A 17–32. helyért                 |

| 2019. szeptember 1. 15:30 (9:30) | Kanada                                   | 92–108    | Ausztrália     | Dongfeng Nissan Cultural and Sports Centre, Dongguan Nézőszám: 9930 Játékvezetők: Jorge Vázquez (PUR), Alexis Mercado (PUR), Gentian Cici (ALB) |
| 2019. szeptember 1. 15:30 (9:30) | (20–29, 20–23, 37–24, 15–32) Jegyzőkönyv |           |                | Dongfeng Nissan Cultural and Sports Centre, Dongguan Nézőszám: 9930 Játékvezetők: Jorge Vázquez (PUR), Alexis Mercado (PUR), Gentian Cici (ALB) |
| 2019. szeptember 1. 15:30 (9:30) | Birch 18                                 | Pont      | Dellavedova 24 | Dongfeng Nissan Cultural and Sports Centre, Dongguan Nézőszám: 9930 Játékvezetők: Jorge Vázquez (PUR), Alexis Mercado (PUR), Gentian Cici (ALB) |
| 2019. szeptember 1. 15:30 (9:30) | Ejim 6                                   | Lepattanó | Bogut 9        | Dongfeng Nissan Cultural and Sports Centre, Dongguan Nézőszám: 9930 Játékvezetők: Jorge Vázquez (PUR), Alexis Mercado (PUR), Gentian Cici (ALB) |
| 2019. szeptember 1. 15:30 (9:30) | Pangos 8                                 | Gólpassz  | Ingles 10      | Dongfeng Nissan Cultural and Sports Centre, Dongguan Nézőszám: 9930 Játékvezetők: Jorge Vázquez (PUR), Alexis Mercado (PUR), Gentian Cici (ALB) |

| 2019. szeptember 1. 19:30 (13:30) | Szenegál                                 | 47–101    | Litvánia         | Dongfeng Nissan Cultural and Sports Centre, Dongguan Nézőszám: 7008 Játékvezetők: Saverio Lanzarini (ITA), Leandro Zalazar (ARG), Martin Horozov (BUL) |
| 2019. szeptember 1. 19:30 (13:30) | (10–27, 11–21, 12–29, 14–24) Jegyzőkönyv |           |                  | Dongfeng Nissan Cultural and Sports Centre, Dongguan Nézőszám: 7008 Játékvezetők: Saverio Lanzarini (ITA), Leandro Zalazar (ARG), Martin Horozov (BUL) |
| 2019. szeptember 1. 19:30 (13:30) | három játékos 8                          | Pont      | három játékos 13 | Dongfeng Nissan Cultural and Sports Centre, Dongguan Nézőszám: 7008 Játékvezetők: Saverio Lanzarini (ITA), Leandro Zalazar (ARG), Martin Horozov (BUL) |
| 2019. szeptember 1. 19:30 (13:30) | M. Faye 5                                | Lepattanó | Valančiūnas 11   | Dongfeng Nissan Cultural and Sports Centre, Dongguan Nézőszám: 7008 Játékvezetők: Saverio Lanzarini (ITA), Leandro Zalazar (ARG), Martin Horozov (BUL) |
| 2019. szeptember 1. 19:30 (13:30) | M. Faye 4                                | Gólpassz  | Kalnietis 8      | Dongfeng Nissan Cultural and Sports Centre, Dongguan Nézőszám: 7008 Játékvezetők: Saverio Lanzarini (ITA), Leandro Zalazar (ARG), Martin Horozov (BUL) |

| 2019. szeptember 3. 15:30 (9:30) | Ausztrália                               | 81–68     | Szenegál    | Dongfeng Nissan Cultural and Sports Centre, Dongguan Nézőszám: 3700 Játékvezetők: Jorge Vázquez (PUR), Leandro Zalazar (ARG), Carlos Peralta (ECU) |
| 2019. szeptember 3. 15:30 (9:30) | (18–16, 18–17, 24–17, 21–18) Jegyzőkönyv |           |             | Dongfeng Nissan Cultural and Sports Centre, Dongguan Nézőszám: 3700 Játékvezetők: Jorge Vázquez (PUR), Leandro Zalazar (ARG), Carlos Peralta (ECU) |
| 2019. szeptember 3. 15:30 (9:30) | Mills 22                                 | Pont      | Dalmeida 14 | Dongfeng Nissan Cultural and Sports Centre, Dongguan Nézőszám: 3700 Játékvezetők: Jorge Vázquez (PUR), Leandro Zalazar (ARG), Carlos Peralta (ECU) |
| 2019. szeptember 3. 15:30 (9:30) | Ingles 10                                | Lepattanó | Ndoye 10    | Dongfeng Nissan Cultural and Sports Centre, Dongguan Nézőszám: 3700 Játékvezetők: Jorge Vázquez (PUR), Leandro Zalazar (ARG), Carlos Peralta (ECU) |
| 2019. szeptember 3. 15:30 (9:30) | Ingles 9                                 | Gólpassz  | Dalmeida 4  | Dongfeng Nissan Cultural and Sports Centre, Dongguan Nézőszám: 3700 Játékvezetők: Jorge Vázquez (PUR), Leandro Zalazar (ARG), Carlos Peralta (ECU) |

| 2019. szeptember 3. 19:30 (13:30) | Litvánia                                 | 92–69     | Kanada          | Dongfeng Nissan Cultural and Sports Centre, Dongguan Nézőszám: 6801 Játékvezetők: Saverio Lanzarini (ITA), Gentian Cici (ALB), Martin Horozov (BUL) |
| 2019. szeptember 3. 19:30 (13:30) | (24–14, 22–22, 24–18, 22–15) Jegyzőkönyv |           |                 | Dongfeng Nissan Cultural and Sports Centre, Dongguan Nézőszám: 6801 Játékvezetők: Saverio Lanzarini (ITA), Gentian Cici (ALB), Martin Horozov (BUL) |
| 2019. szeptember 3. 19:30 (13:30) | Ulanovas 15                              | Pont      | Wiltjer 24      | Dongfeng Nissan Cultural and Sports Centre, Dongguan Nézőszám: 6801 Játékvezetők: Saverio Lanzarini (ITA), Gentian Cici (ALB), Martin Horozov (BUL) |
| 2019. szeptember 3. 19:30 (13:30) | Sabonis, Valančiūnas 8                   | Lepattanó | három játékos 4 | Dongfeng Nissan Cultural and Sports Centre, Dongguan Nézőszám: 6801 Játékvezetők: Saverio Lanzarini (ITA), Gentian Cici (ALB), Martin Horozov (BUL) |
| 2019. szeptember 3. 19:30 (13:30) | Kalnietis 6                              | Gólpassz  | Pangos 8        | Dongfeng Nissan Cultural and Sports Centre, Dongguan Nézőszám: 6801 Játékvezetők: Saverio Lanzarini (ITA), Gentian Cici (ALB), Martin Horozov (BUL) |

| 2019. szeptember 5. 15:30 (9:30) | Kanada                                   | 82–60     | Szenegál   | Dongfeng Nissan Cultural and Sports Centre, Dongguan Játékvezetők: Saverio Lanzarini (ITA), Martin Horozov (BUL), Carlos Peralta (ECU) |
| 2019. szeptember 5. 15:30 (9:30) | (11–22, 22–10, 26–14, 23–14) Jegyzőkönyv |           |            | Dongfeng Nissan Cultural and Sports Centre, Dongguan Játékvezetők: Saverio Lanzarini (ITA), Martin Horozov (BUL), Carlos Peralta (ECU) |
| 2019. szeptember 5. 15:30 (9:30) | Joseph 24                                | Pont      | M. Faye 14 | Dongfeng Nissan Cultural and Sports Centre, Dongguan Játékvezetők: Saverio Lanzarini (ITA), Martin Horozov (BUL), Carlos Peralta (ECU) |
| 2019. szeptember 5. 15:30 (9:30) | Birch 10                                 | Lepattanó | Ndour 12   | Dongfeng Nissan Cultural and Sports Centre, Dongguan Játékvezetők: Saverio Lanzarini (ITA), Martin Horozov (BUL), Carlos Peralta (ECU) |
| 2019. szeptember 5. 15:30 (9:30) | Pangos 5                                 | Gólpassz  | Dalmeida 7 | Dongfeng Nissan Cultural and Sports Centre, Dongguan Játékvezetők: Saverio Lanzarini (ITA), Martin Horozov (BUL), Carlos Peralta (ECU) |

| 2019. szeptember 5. 19:30 (13:30) | Litvánia                                 | 82–87     | Ausztrália | Dongfeng Nissan Cultural and Sports Centre, Dongguan Játékvezetők: Jorge Vázquez (PUR), Leandro Zalazar (ARG), Alexis Mercado (PUR) |
| 2019. szeptember 5. 19:30 (13:30) | (19–27, 22–25, 19–16, 22–19) Jegyzőkönyv |           |            | Dongfeng Nissan Cultural and Sports Centre, Dongguan Játékvezetők: Jorge Vázquez (PUR), Leandro Zalazar (ARG), Alexis Mercado (PUR) |
| 2019. szeptember 5. 19:30 (13:30) | Grigonis 19                              | Pont      | Mills 23   | Dongfeng Nissan Cultural and Sports Centre, Dongguan Játékvezetők: Jorge Vázquez (PUR), Leandro Zalazar (ARG), Alexis Mercado (PUR) |
| 2019. szeptember 5. 19:30 (13:30) | Valančiūnas 7                            | Lepattanó | Baynes 13  | Dongfeng Nissan Cultural and Sports Centre, Dongguan Játékvezetők: Jorge Vázquez (PUR), Leandro Zalazar (ARG), Alexis Mercado (PUR) |
| 2019. szeptember 5. 19:30 (13:30) | Sabonis 4                                | Gólpassz  | Ingles 8   | Dongfeng Nissan Cultural and Sports Centre, Dongguan Játékvezetők: Jorge Vázquez (PUR), Leandro Zalazar (ARG), Alexis Mercado (PUR) |

## Második forduló

### I csoport
| Hely. | Csapat        | M | Gy | V | P+  | P–  | Pk  | P  | Továbbjutás                  |
| ----- | ------------- | - | -- | - | --- | --- | --- | -- | ---------------------------- |
| 1.    | Argentína     | 5 | 5  | 0 | 436 | 343 | +93 | 10 | Továbbjutott a negyeddöntőbe |
| 2.    | Lengyelország | 5 | 4  | 1 | 383 | 373 | +10 | 9  | Továbbjutott a negyeddöntőbe |
| 3.    | Oroszország   | 5 | 3  | 2 | 373 | 358 | +15 | 8  |                              |
| 4.    | Venezuela     | 5 | 2  | 3 | 355 | 366 | −11 | 7  |                              |

| 2019. szeptember 6. 16:00 (10:00) | Lengyelország                            | 79–74     | Oroszország         | Foshan International Sports and Cultural Center, Foshan Játékvezetők: Ademir Zurapović (BIH), Yu Jung (TPE), Takaki Kato (JPN) |
| 2019. szeptember 6. 16:00 (10:00) | (16–22, 18–18, 19–17, 26–17) Jegyzőkönyv |           |                     | Foshan International Sports and Cultural Center, Foshan Játékvezetők: Ademir Zurapović (BIH), Yu Jung (TPE), Takaki Kato (JPN) |
| 2019. szeptember 6. 16:00 (10:00) | Waczyński 18                             | Pont      | Kulagin 21          | Foshan International Sports and Cultural Center, Foshan Játékvezetők: Ademir Zurapović (BIH), Yu Jung (TPE), Takaki Kato (JPN) |
| 2019. szeptember 6. 16:00 (10:00) | Ponitka 9                                | Lepattanó | Vorontsevich 10     | Foshan International Sports and Cultural Center, Foshan Játékvezetők: Ademir Zurapović (BIH), Yu Jung (TPE), Takaki Kato (JPN) |
| 2019. szeptember 6. 16:00 (10:00) | Koszarek 4                               | Gólpassz  | Karasev, Kurbanov 4 | Foshan International Sports and Cultural Center, Foshan Játékvezetők: Ademir Zurapović (BIH), Yu Jung (TPE), Takaki Kato (JPN) |

| 2019. szeptember 6. 20:00 (14:00) | Argentína                                | 87–67     | Venezuela    | Foshan International Sports and Cultural Center, Foshan Játékvezetők: Yohan Rosso (FRA), Matthew Myers (USA), Yevgeniy Mikheyev (KAZ) |
| 2019. szeptember 6. 20:00 (14:00) | (17–12, 21–13, 25–22, 24–20) Jegyzőkönyv |           |              | Foshan International Sports and Cultural Center, Foshan Játékvezetők: Yohan Rosso (FRA), Matthew Myers (USA), Yevgeniy Mikheyev (KAZ) |
| 2019. szeptember 6. 20:00 (14:00) | Deck 25                                  | Pont      | Carrera 19   | Foshan International Sports and Cultural Center, Foshan Játékvezetők: Yohan Rosso (FRA), Matthew Myers (USA), Yevgeniy Mikheyev (KAZ) |
| 2019. szeptember 6. 20:00 (14:00) | Scola 6                                  | Lepattanó | Colmenares 7 | Foshan International Sports and Cultural Center, Foshan Játékvezetők: Yohan Rosso (FRA), Matthew Myers (USA), Yevgeniy Mikheyev (KAZ) |
| 2019. szeptember 6. 20:00 (14:00) | Campazzo 9                               | Gólpassz  | Vargas 5     | Foshan International Sports and Cultural Center, Foshan Játékvezetők: Yohan Rosso (FRA), Matthew Myers (USA), Yevgeniy Mikheyev (KAZ) |

| 2019. szeptember 8. 16:00 (10:00) | Venezuela                                | 60–69     | Oroszország     | Foshan International Sports and Cultural Center, Foshan Játékvezetők: Yohan Rosso (FRA), Takaki Kato (JPN), Ye Nan (CHN) |
| 2019. szeptember 8. 16:00 (10:00) | (10–13, 17–14, 15–21, 18–21) Jegyzőkönyv |           |                 | Foshan International Sports and Cultural Center, Foshan Játékvezetők: Yohan Rosso (FRA), Takaki Kato (JPN), Ye Nan (CHN) |
| 2019. szeptember 8. 16:00 (10:00) | Carrera 19                               | Pont      | Vorontsevich 17 | Foshan International Sports and Cultural Center, Foshan Játékvezetők: Yohan Rosso (FRA), Takaki Kato (JPN), Ye Nan (CHN) |
| 2019. szeptember 8. 16:00 (10:00) | Carrera 10                               | Lepattanó | Vorontsevich 9  | Foshan International Sports and Cultural Center, Foshan Játékvezetők: Yohan Rosso (FRA), Takaki Kato (JPN), Ye Nan (CHN) |
| 2019. szeptember 8. 16:00 (10:00) | Guillent 5                               | Gólpassz  | Vorontsevich 5  | Foshan International Sports and Cultural Center, Foshan Játékvezetők: Yohan Rosso (FRA), Takaki Kato (JPN), Ye Nan (CHN) |

| 2019. szeptember 8. 20:00 (14:00) | Lengyelország                            | 65–91     | Argentína          | Foshan International Sports and Cultural Center, Foshan Játékvezetők: Ademir Zurapović (BIH), Matthew Myers (USA), Yu Jung (TPE) |
| 2019. szeptember 8. 20:00 (14:00) | (14–20, 13–22, 14–28, 24–21) Jegyzőkönyv |           |                    | Foshan International Sports and Cultural Center, Foshan Játékvezetők: Ademir Zurapović (BIH), Matthew Myers (USA), Yu Jung (TPE) |
| 2019. szeptember 8. 20:00 (14:00) | Slaughter 16                             | Pont      | Scola 21           | Foshan International Sports and Cultural Center, Foshan Játékvezetők: Ademir Zurapović (BIH), Matthew Myers (USA), Yu Jung (TPE) |
| 2019. szeptember 8. 20:00 (14:00) | Hrycaniuk 6                              | Lepattanó | Fjellerup, Scola 6 | Foshan International Sports and Cultural Center, Foshan Játékvezetők: Ademir Zurapović (BIH), Matthew Myers (USA), Yu Jung (TPE) |
| 2019. szeptember 8. 20:00 (14:00) | Koszarek 5                               | Gólpassz  | Laprovíttola 7     | Foshan International Sports and Cultural Center, Foshan Játékvezetők: Ademir Zurapović (BIH), Matthew Myers (USA), Yu Jung (TPE) |

### J csoport
| Hely. | Csapat        | M | Gy | V | P+  | P–  | Pk   | P  | Továbbjutás                  |
| ----- | ------------- | - | -- | - | --- | --- | ---- | -- | ---------------------------- |
| 1.    | Spanyolország | 5 | 5  | 0 | 395 | 319 | +76  | 10 | Továbbjutott a negyeddöntőbe |
| 2.    | Szerbia       | 5 | 4  | 1 | 482 | 331 | +151 | 9  | Továbbjutott a negyeddöntőbe |
| 3.    | Olaszország   | 5 | 3  | 2 | 431 | 371 | +60  | 8  |                              |
| 4.    | Puerto Rico   | 5 | 2  | 3 | 349 | 402 | −53  | 7  |                              |

| 2019. szeptember 6. 16:30 (10:30) | Szerbia                                 | 90–47     | Puerto Rico          | Wuhan Gymnasium, Vuhan Játékvezetők: Cristiano Maranho (BRA), Mārtiņš Kozlovskis (LAT), Zdenko Tomašovič (SVK) |
| 2019. szeptember 6. 16:30 (10:30) | (23–14, 26–12, 22–13, 19–8) Jegyzőkönyv |           |                      | Wuhan Gymnasium, Vuhan Játékvezetők: Cristiano Maranho (BRA), Mārtiņš Kozlovskis (LAT), Zdenko Tomašovič (SVK) |
| 2019. szeptember 6. 16:30 (10:30) | Bjelica 18                              | Pont      | Huertas 20           | Wuhan Gymnasium, Vuhan Játékvezetők: Cristiano Maranho (BRA), Mārtiņš Kozlovskis (LAT), Zdenko Tomašovič (SVK) |
| 2019. szeptember 6. 16:30 (10:30) | Jokić 10                                | Lepattanó | Collier, Rodríguez 5 | Wuhan Gymnasium, Vuhan Játékvezetők: Cristiano Maranho (BRA), Mārtiņš Kozlovskis (LAT), Zdenko Tomašovič (SVK) |
| 2019. szeptember 6. 16:30 (10:30) | Jović 9                                 | Gólpassz  | Rodríguez 4          | Wuhan Gymnasium, Vuhan Játékvezetők: Cristiano Maranho (BRA), Mārtiņš Kozlovskis (LAT), Zdenko Tomašovič (SVK) |

| 2019. szeptember 6. 20:30 (14:30) | Spanyolország                            | 67–60     | Olaszország  | Wuhan Gymnasium, Vuhan Játékvezetők: Steve Anderson (USA), Guilherme Locatelli (BRA), Omar Bermúdez (MEX) |
| 2019. szeptember 6. 20:30 (14:30) | (18–18, 12–13, 20–17, 17–12) Jegyzőkönyv |           |              | Wuhan Gymnasium, Vuhan Játékvezetők: Steve Anderson (USA), Guilherme Locatelli (BRA), Omar Bermúdez (MEX) |
| 2019. szeptember 6. 20:30 (14:30) | J. Hernangómez 16                        | Pont      | Gallinari 15 | Wuhan Gymnasium, Vuhan Játékvezetők: Steve Anderson (USA), Guilherme Locatelli (BRA), Omar Bermúdez (MEX) |
| 2019. szeptember 6. 20:30 (14:30) | Claver 9                                 | Lepattanó | Hackett 8    | Wuhan Gymnasium, Vuhan Játékvezetők: Steve Anderson (USA), Guilherme Locatelli (BRA), Omar Bermúdez (MEX) |
| 2019. szeptember 6. 20:30 (14:30) | Fernández 5                              | Gólpassz  | Belinelli 4  | Wuhan Gymnasium, Vuhan Játékvezetők: Steve Anderson (USA), Guilherme Locatelli (BRA), Omar Bermúdez (MEX) |

| 2019. szeptember 8. 16:30 (10:30) | Puerto Rico                                    | 89–94 (h. u.) | Olaszország  | Wuhan Gymnasium, Vuhan Játékvezetők: Guilherme Locatelli (BRA), Zdenko Tomašovič (SVK), Mārtiņš Kozlovskis (LAT) |
| 2019. szeptember 8. 16:30 (10:30) | (24–13, 22–13, 18–24, 19–33, 6–11) Jegyzőkönyv |               |              | Wuhan Gymnasium, Vuhan Játékvezetők: Guilherme Locatelli (BRA), Zdenko Tomašovič (SVK), Mārtiņš Kozlovskis (LAT) |
| 2019. szeptember 8. 16:30 (10:30) | Balkman 14                                     | Pont          | Belinelli 27 | Wuhan Gymnasium, Vuhan Játékvezetők: Guilherme Locatelli (BRA), Zdenko Tomašovič (SVK), Mārtiņš Kozlovskis (LAT) |
| 2019. szeptember 8. 16:30 (10:30) | Clemente 9                                     | Lepattanó     | Abass 8      | Wuhan Gymnasium, Vuhan Játékvezetők: Guilherme Locatelli (BRA), Zdenko Tomašovič (SVK), Mārtiņš Kozlovskis (LAT) |
| 2019. szeptember 8. 16:30 (10:30) | Rodríguez 5                                    | Gólpassz      | Gallinari 5  | Wuhan Gymnasium, Vuhan Játékvezetők: Guilherme Locatelli (BRA), Zdenko Tomašovič (SVK), Mārtiņš Kozlovskis (LAT) |

| 2019. szeptember 8. 20:30 (14:30) | Spanyolország                            | 81–69     | Szerbia       | Wuhan Gymnasium, Vuhan Játékvezetők: Cristiano Maranho (BRA), Steve Anderson (USA), Omar Bermúdez (MEX) |
| 2019. szeptember 8. 20:30 (14:30) | (13–20, 32–17, 22–19, 14–13) Jegyzőkönyv |           |               | Wuhan Gymnasium, Vuhan Játékvezetők: Cristiano Maranho (BRA), Steve Anderson (USA), Omar Bermúdez (MEX) |
| 2019. szeptember 8. 20:30 (14:30) | Rubio 19                                 | Pont      | Bogdanović 26 | Wuhan Gymnasium, Vuhan Játékvezetők: Cristiano Maranho (BRA), Steve Anderson (USA), Omar Bermúdez (MEX) |
| 2019. szeptember 8. 20:30 (14:30) | Claver 7                                 | Lepattanó | Bogdanović 10 | Wuhan Gymnasium, Vuhan Játékvezetők: Cristiano Maranho (BRA), Steve Anderson (USA), Omar Bermúdez (MEX) |
| 2019. szeptember 8. 20:30 (14:30) | Gasol 6                                  | Gólpassz  | Bogdanović 6  | Wuhan Gymnasium, Vuhan Játékvezetők: Cristiano Maranho (BRA), Steve Anderson (USA), Omar Bermúdez (MEX) |

### K csoport
| Hely. | Csapat           | M | Gy | V | P+  | P–  | Pk   | P  | Továbbjutás                  |
| ----- | ---------------- | - | -- | - | --- | --- | ---- | -- | ---------------------------- |
| 1.    | Egyesült Államok | 5 | 5  | 0 | 437 | 330 | +107 | 10 | Továbbjutott a negyeddöntőbe |
| 2.    | Csehország       | 5 | 3  | 2 | 417 | 395 | +22  | 8  | Továbbjutott a negyeddöntőbe |
| 3.    | Görögország      | 5 | 3  | 2 | 403 | 382 | +21  | 8  |                              |
| 4.    | Brazília         | 5 | 3  | 2 | 409 | 427 | −18  | 8  |                              |

1. 1 2 3  Csehország 1–1, +15, Görögország 1–1, +6, Brazília 1–1, –21

| 2019. szeptember 7. 16:30 (10:30) | Brazília                                 | 71–93     | Csehország    | Shenzhen Bay Sports Centre, Sencsen Játékvezetők: Saverio Lanzarini (ITA), Julio Anaya (PAN), Andris Aunkrogers (LAT) |
| 2019. szeptember 7. 16:30 (10:30) | (16–20, 16–25, 14–20, 25–28) Jegyzőkönyv |           |               | Shenzhen Bay Sports Centre, Sencsen Játékvezetők: Saverio Lanzarini (ITA), Julio Anaya (PAN), Andris Aunkrogers (LAT) |
| 2019. szeptember 7. 16:30 (10:30) | Benite 12                                | Pont      | Satoranský 20 | Shenzhen Bay Sports Centre, Sencsen Játékvezetők: Saverio Lanzarini (ITA), Julio Anaya (PAN), Andris Aunkrogers (LAT) |
| 2019. szeptember 7. 16:30 (10:30) | Varejão 5                                | Lepattanó | Balvín 11     | Shenzhen Bay Sports Centre, Sencsen Játékvezetők: Saverio Lanzarini (ITA), Julio Anaya (PAN), Andris Aunkrogers (LAT) |
| 2019. szeptember 7. 16:30 (10:30) | Huertas 6                                | Gólpassz  | Satoranský 9  | Shenzhen Bay Sports Centre, Sencsen Játékvezetők: Saverio Lanzarini (ITA), Julio Anaya (PAN), Andris Aunkrogers (LAT) |

| 2019. szeptember 7. 20:30 (14:30) | Egyesült Államok                        | 69–53     | Görögország        | Shenzhen Bay Sports Centre, Sencsen Játékvezetők: Aleksandar Glišić (SRB), Ferdinand Pascual (PHI), Wojciech Liszka (POL) |
| 2019. szeptember 7. 20:30 (14:30) | (19–17, 19–8, 16–12, 15–16) Jegyzőkönyv |           |                    | Shenzhen Bay Sports Centre, Sencsen Játékvezetők: Aleksandar Glišić (SRB), Ferdinand Pascual (PHI), Wojciech Liszka (POL) |
| 2019. szeptember 7. 20:30 (14:30) | Walker 15                               | Pont      | J. Antetokúnmpo 15 | Shenzhen Bay Sports Centre, Sencsen Játékvezetők: Aleksandar Glišić (SRB), Ferdinand Pascual (PHI), Wojciech Liszka (POL) |
| 2019. szeptember 7. 20:30 (14:30) | Brown 9                                 | Lepattanó | J, Antetokúnmpo 13 | Shenzhen Bay Sports Centre, Sencsen Játékvezetők: Aleksandar Glišić (SRB), Ferdinand Pascual (PHI), Wojciech Liszka (POL) |
| 2019. szeptember 7. 20:30 (14:30) | Walker 6                                | Gólpassz  | Calathes 5         | Shenzhen Bay Sports Centre, Sencsen Játékvezetők: Aleksandar Glišić (SRB), Ferdinand Pascual (PHI), Wojciech Liszka (POL) |

| 2019. szeptember 9. 16:30 (10:30) | Csehország                               | 77–84     | Görögország       | Shenzhen Bay Sports Centre, Sencsen Játékvezetők: Aleksandar Glišić (SRB), Andris Aunkrogers (LAT), Wojciech Liszka (POL) |
| 2019. szeptember 9. 16:30 (10:30) | (12–18, 21–14, 16–25, 28–27) Jegyzőkönyv |           |                   | Shenzhen Bay Sports Centre, Sencsen Játékvezetők: Aleksandar Glišić (SRB), Andris Aunkrogers (LAT), Wojciech Liszka (POL) |
| 2019. szeptember 9. 16:30 (10:30) | Bohačík 25                               | Pont      | Calathes 27       | Shenzhen Bay Sports Centre, Sencsen Játékvezetők: Aleksandar Glišić (SRB), Andris Aunkrogers (LAT), Wojciech Liszka (POL) |
| 2019. szeptember 9. 16:30 (10:30) | Balvín 9                                 | Lepattanó | J. Antetokúnmpo 9 | Shenzhen Bay Sports Centre, Sencsen Játékvezetők: Aleksandar Glišić (SRB), Andris Aunkrogers (LAT), Wojciech Liszka (POL) |
| 2019. szeptember 9. 16:30 (10:30) | Satoranský 9                             | Gólpassz  | Calathes 6        | Shenzhen Bay Sports Centre, Sencsen Játékvezetők: Aleksandar Glišić (SRB), Andris Aunkrogers (LAT), Wojciech Liszka (POL) |

| 2019. szeptember 9. 20:30 (14:30) | Egyesült Államok                         | 89–73     | Brazília  | Shenzhen Bay Sports Centre, Sencsen Játékvezetők: Saverio Lanzarini (ITA), Ferdinand Pascual (PHI), Julio Anaya (PAN) |
| 2019. szeptember 9. 20:30 (14:30) | (21–18, 22–21, 24–17, 22–17) Jegyzőkönyv |           |           | Shenzhen Bay Sports Centre, Sencsen Játékvezetők: Saverio Lanzarini (ITA), Ferdinand Pascual (PHI), Julio Anaya (PAN) |
| 2019. szeptember 9. 20:30 (14:30) | Turner, Walker 16                        | Pont      | Benite 21 | Shenzhen Bay Sports Centre, Sencsen Játékvezetők: Saverio Lanzarini (ITA), Ferdinand Pascual (PHI), Julio Anaya (PAN) |
| 2019. szeptember 9. 20:30 (14:30) | Turner 8                                 | Lepattanó | Varejao 8 | Shenzhen Bay Sports Centre, Sencsen Játékvezetők: Saverio Lanzarini (ITA), Ferdinand Pascual (PHI), Julio Anaya (PAN) |
| 2019. szeptember 9. 20:30 (14:30) | Mitchell 7                               | Gólpassz  | Huertas 5 | Shenzhen Bay Sports Centre, Sencsen Játékvezetők: Saverio Lanzarini (ITA), Ferdinand Pascual (PHI), Julio Anaya (PAN) |

### L csoport
| Hely. | Csapat                | M | Gy | V | P+  | P–  | Pk  | P  | Továbbjutás                  |
| ----- | --------------------- | - | -- | - | --- | --- | --- | -- | ---------------------------- |
| 1.    | Ausztrália            | 5 | 5  | 0 | 458 | 416 | +42 | 10 | Továbbjutott a negyeddöntőbe |
| 2.    | Franciaország         | 5 | 4  | 1 | 447 | 369 | +78 | 9  | Továbbjutott a negyeddöntőbe |
| 3.    | Litvánia              | 5 | 3  | 2 | 424 | 336 | +88 | 8  |                              |
| 4.    | Dominikai Köztársaság | 5 | 2  | 3 | 337 | 390 | −53 | 7  |                              |

| 2019. szeptember 7. 16:00 (10:00) | Ausztrália                               | 82–76     | Dominikai Köztársaság | Nanjing Youth Olympic Sports Park Gymnasium, Nanking Játékvezetők: Tolga Şahin (ITA), Juan Fernández (ARG), Luis Castillo (ESP) |
| 2019. szeptember 7. 16:00 (10:00) | (24–19, 16–19, 17–14, 25–24) Jegyzőkönyv |           |                       | Nanjing Youth Olympic Sports Park Gymnasium, Nanking Játékvezetők: Tolga Şahin (ITA), Juan Fernández (ARG), Luis Castillo (ESP) |
| 2019. szeptember 7. 16:00 (10:00) | Mills 19                                 | Pont      | Vargas 16             | Nanjing Youth Olympic Sports Park Gymnasium, Nanking Játékvezetők: Tolga Şahin (ITA), Juan Fernández (ARG), Luis Castillo (ESP) |
| 2019. szeptember 7. 16:00 (10:00) | Kay 8                                    | Lepattanó | Vargas 7              | Nanjing Youth Olympic Sports Park Gymnasium, Nanking Játékvezetők: Tolga Şahin (ITA), Juan Fernández (ARG), Luis Castillo (ESP) |
| 2019. szeptember 7. 16:00 (10:00) | Mills 9                                  | Gólpassz  | Solano 9              | Nanjing Youth Olympic Sports Park Gymnasium, Nanking Játékvezetők: Tolga Şahin (ITA), Juan Fernández (ARG), Luis Castillo (ESP) |

| 2019. szeptember 7. 20:00 (14:00) | Franciaország                            | 78–75     | Litvánia       | Nanjing Youth Olympic Sports Park Gymnasium, Nanking Játékvezetők: Antonio Conde (ESP), Daniel García (VEN), Leandro Lezcano (ARG) |
| 2019. szeptember 7. 20:00 (14:00) | (26–14, 24–26, 15–14, 13–21) Jegyzőkönyv |           |                | Nanjing Youth Olympic Sports Park Gymnasium, Nanking Játékvezetők: Antonio Conde (ESP), Daniel García (VEN), Leandro Lezcano (ARG) |
| 2019. szeptember 7. 20:00 (14:00) | Fournier 24                              | Pont      | Valančiūnas 18 | Nanjing Youth Olympic Sports Park Gymnasium, Nanking Játékvezetők: Antonio Conde (ESP), Daniel García (VEN), Leandro Lezcano (ARG) |
| 2019. szeptember 7. 20:00 (14:00) | Gobert 8                                 | Lepattanó | Valančiūnas 8  | Nanjing Youth Olympic Sports Park Gymnasium, Nanking Játékvezetők: Antonio Conde (ESP), Daniel García (VEN), Leandro Lezcano (ARG) |
| 2019. szeptember 7. 20:00 (14:00) | Albicy, De Colo 4                        | Gólpassz  | Sabonis 4      | Nanjing Youth Olympic Sports Park Gymnasium, Nanking Játékvezetők: Antonio Conde (ESP), Daniel García (VEN), Leandro Lezcano (ARG) |

| 2019. szeptember 9. 16:00 (10:00) | Dominikai Köztársaság                    | 55–74     | Litvánia                   | Nanjing Youth Olympic Sports Park Gymnasium, Nanking Játékvezetők: Steve Anderson (USA), Mārtiņš Kozlovskis (LVA), Hwang In-tae (KOR) |
| 2019. szeptember 9. 16:00 (10:00) | (14–19, 10–19, 15–14, 16–22) Jegyzőkönyv |           |                            | Nanjing Youth Olympic Sports Park Gymnasium, Nanking Játékvezetők: Steve Anderson (USA), Mārtiņš Kozlovskis (LVA), Hwang In-tae (KOR) |
| 2019. szeptember 9. 16:00 (10:00) | Mendoza 14                               | Pont      | Lekavičius, Valančiūnas 19 | Nanjing Youth Olympic Sports Park Gymnasium, Nanking Játékvezetők: Steve Anderson (USA), Mārtiņš Kozlovskis (LVA), Hwang In-tae (KOR) |
| 2019. szeptember 9. 16:00 (10:00) | Rojas 6                                  | Lepattanó | Valančiūnas 10             | Nanjing Youth Olympic Sports Park Gymnasium, Nanking Játékvezetők: Steve Anderson (USA), Mārtiņš Kozlovskis (LVA), Hwang In-tae (KOR) |
| 2019. szeptember 9. 16:00 (10:00) | Solano 6                                 | Gólpassz  | Kalnietis 8                | Nanjing Youth Olympic Sports Park Gymnasium, Nanking Játékvezetők: Steve Anderson (USA), Mārtiņš Kozlovskis (LVA), Hwang In-tae (KOR) |

| 2019. szeptember 9. 20:00 (14:00) | Franciaország                            | 98–100    | Ausztrália    | Nanjing Youth Olympic Sports Park Gymnasium, Nanking Játékvezetők: Tolga Şahin (ITA), Juan Fernández (ARG), Luis Castillo (ESP) |
| 2019. szeptember 9. 20:00 (14:00) | (24–23, 22–23, 29–25, 23–29) Jegyzőkönyv |           |               | Nanjing Youth Olympic Sports Park Gymnasium, Nanking Játékvezetők: Tolga Şahin (ITA), Juan Fernández (ARG), Luis Castillo (ESP) |
| 2019. szeptember 9. 20:00 (14:00) | Fournier 31                              | Pont      | Mills 30      | Nanjing Youth Olympic Sports Park Gymnasium, Nanking Játékvezetők: Tolga Şahin (ITA), Juan Fernández (ARG), Luis Castillo (ESP) |
| 2019. szeptember 9. 20:00 (14:00) | Fournier 6                               | Lepattanó | Bogut 6       | Nanjing Youth Olympic Sports Park Gymnasium, Nanking Játékvezetők: Tolga Şahin (ITA), Juan Fernández (ARG), Luis Castillo (ESP) |
| 2019. szeptember 9. 20:00 (14:00) | Gobert 6                                 | Gólpassz  | Dellavedova 9 | Nanjing Youth Olympic Sports Park Gymnasium, Nanking Játékvezetők: Tolga Şahin (ITA), Juan Fernández (ARG), Luis Castillo (ESP) |

## A 17–32. helyért

### M csoport
| Hely. | Csapat           | M | Gy | V | P+  | P–  | Pk  | P |
| ----- | ---------------- | - | -- | - | --- | --- | --- | - |
| 1.    | Nigéria          | 5 | 3  | 2 | 435 | 381 | +54 | 8 |
| 2.    | Kína (R)         | 5 | 2  | 3 | 355 | 365 | −10 | 7 |
| 3.    | Dél-Korea        | 5 | 1  | 4 | 361 | 438 | −77 | 6 |
| 4.    | Elefántcsontpart | 5 | 0  | 5 | 326 | 400 | −74 | 5 |

| 2019. szeptember 6. 16:00 (10:00) | Nigéria                                  | 83–66     | Elefántcsontpart  | Guangzhou Gymnasium, Kanton Játékvezetők: Georgios Poursanidis (GRE), Krishna Domínguez (MEX), Markos Michaelides (SUI) |
| 2019. szeptember 6. 16:00 (10:00) | (24–18, 13–17, 26–11, 20–20) Jegyzőkönyv |           |                   | Guangzhou Gymnasium, Kanton Játékvezetők: Georgios Poursanidis (GRE), Krishna Domínguez (MEX), Markos Michaelides (SUI) |
| 2019. szeptember 6. 16:00 (10:00) | Vincent 15                               | Pont      | Thompson 19       | Guangzhou Gymnasium, Kanton Játékvezetők: Georgios Poursanidis (GRE), Krishna Domínguez (MEX), Markos Michaelides (SUI) |
| 2019. szeptember 6. 16:00 (10:00) | Diogu 9                                  | Lepattanó | Thompson 9        | Guangzhou Gymnasium, Kanton Játékvezetők: Georgios Poursanidis (GRE), Krishna Domínguez (MEX), Markos Michaelides (SUI) |
| 2019. szeptember 6. 16:00 (10:00) | Okogie 5                                 | Gólpassz  | Diabaté, Fofana 4 | Guangzhou Gymnasium, Kanton Játékvezetők: Georgios Poursanidis (GRE), Krishna Domínguez (MEX), Markos Michaelides (SUI) |

| 2019. szeptember 6. 20:00 (14:00) | Kína                                     | 77–73     | Dél-Korea      | Guangzhou Gymnasium, Kanton Játékvezetők: Michael Weiland (CAN), Carsten Straube (GER), James Boyer (AUS) |
| 2019. szeptember 6. 20:00 (14:00) | (19–18, 16–14, 19–20, 23–21) Jegyzőkönyv |           |                | Guangzhou Gymnasium, Kanton Játékvezetők: Michael Weiland (CAN), Carsten Straube (GER), James Boyer (AUS) |
| 2019. szeptember 6. 20:00 (14:00) | Guo, Zhao R. 16                          | Pont      | Ratliffe 21    | Guangzhou Gymnasium, Kanton Játékvezetők: Michael Weiland (CAN), Carsten Straube (GER), James Boyer (AUS) |
| 2019. szeptember 6. 20:00 (14:00) | Zhou 15                                  | Lepattanó | Ratliffe 12    | Guangzhou Gymnasium, Kanton Játékvezetők: Michael Weiland (CAN), Carsten Straube (GER), James Boyer (AUS) |
| 2019. szeptember 6. 20:00 (14:00) | Guo 5                                    | Gólpassz  | Park, Kim S. 4 | Guangzhou Gymnasium, Kanton Játékvezetők: Michael Weiland (CAN), Carsten Straube (GER), James Boyer (AUS) |

| 2019. szeptember 8. 16:00 (10:00) | Elefántcsontpart                         | 71–80     | Dél-Korea   | Guangzhou Gymnasium, Kanton Játékvezetők: Krishna Domínguez (MEX), James Boyer (AUS), Arnaud Kom Njilo (CMR) |
| 2019. szeptember 8. 16:00 (10:00) | (14–18, 16–32, 17–16, 24–14) Jegyzőkönyv |           |             | Guangzhou Gymnasium, Kanton Játékvezetők: Krishna Domínguez (MEX), James Boyer (AUS), Arnaud Kom Njilo (CMR) |
| 2019. szeptember 8. 16:00 (10:00) | Abouo 15                                 | Pont      | Ratliffe 26 | Guangzhou Gymnasium, Kanton Játékvezetők: Krishna Domínguez (MEX), James Boyer (AUS), Arnaud Kom Njilo (CMR) |
| 2019. szeptember 8. 16:00 (10:00) | Fofana 7                                 | Lepattanó | Ratliffe 16 | Guangzhou Gymnasium, Kanton Játékvezetők: Krishna Domínguez (MEX), James Boyer (AUS), Arnaud Kom Njilo (CMR) |
| 2019. szeptember 8. 16:00 (10:00) | Edi 4                                    | Gólpassz  | Park 6      | Guangzhou Gymnasium, Kanton Játékvezetők: Krishna Domínguez (MEX), James Boyer (AUS), Arnaud Kom Njilo (CMR) |

| 2019. szeptember 8. 20:00 (14:00) | Kína                                     | 73–86     | Nigéria   | Guangzhou Gymnasium, Kanton Játékvezetők: Michael Weiland (CAN), Georgios Poursanidis (GRE), Carsten Straube (GER) |
| 2019. szeptember 8. 20:00 (14:00) | (21–19, 10–16, 20–25, 22–26) Jegyzőkönyv |           |           | Guangzhou Gymnasium, Kanton Játékvezetők: Michael Weiland (CAN), Georgios Poursanidis (GRE), Carsten Straube (GER) |
| 2019. szeptember 8. 20:00 (14:00) | Yi 27                                    | Pont      | Okogie 18 | Guangzhou Gymnasium, Kanton Játékvezetők: Michael Weiland (CAN), Georgios Poursanidis (GRE), Carsten Straube (GER) |
| 2019. szeptember 8. 20:00 (14:00) | Wang 7                                   | Lepattanó | Aminu 8   | Guangzhou Gymnasium, Kanton Játékvezetők: Michael Weiland (CAN), Georgios Poursanidis (GRE), Carsten Straube (GER) |
| 2019. szeptember 8. 20:00 (14:00) | Sun 9                                    | Gólpassz  | Aminu 6   | Guangzhou Gymnasium, Kanton Játékvezetők: Michael Weiland (CAN), Georgios Poursanidis (GRE), Carsten Straube (GER) |

### N csoport
| Hely. | Csapat         | M | Gy | V | P+  | P–  | Pk   | P |
| ----- | -------------- | - | -- | - | --- | --- | ---- | - |
| 1.    | Tunézia        | 5 | 3  | 2 | 377 | 386 | −9   | 8 |
| 2.    | Irán           | 5 | 2  | 3 | 379 | 372 | +7   | 7 |
| 3.    | Angola         | 5 | 1  | 4 | 350 | 435 | −85  | 6 |
| 4.    | Fülöp-szigetek | 5 | 0  | 5 | 352 | 499 | −147 | 5 |

| 2019. szeptember 6. 16:00 (10:00) | Angola                                  | 62–71     | Irán         | Wukesong Arena, Peking Játékvezetők: Yener Yılmaz (TUR), Scott Beker (AUS), Nicolas Fernandes (TAH) |
| 2019. szeptember 6. 16:00 (10:00) | (17–19, 12–9, 16–20, 17–23) Jegyzőkönyv |           |              | Wukesong Arena, Peking Játékvezetők: Yener Yılmaz (TUR), Scott Beker (AUS), Nicolas Fernandes (TAH) |
| 2019. szeptember 6. 16:00 (10:00) | Morais 17                               | Pont      | Nikkhah 21   | Wukesong Arena, Peking Játékvezetők: Yener Yılmaz (TUR), Scott Beker (AUS), Nicolas Fernandes (TAH) |
| 2019. szeptember 6. 16:00 (10:00) | Moreira 7                               | Lepattanó | Geramipoor 7 | Wukesong Arena, Peking Játékvezetők: Yener Yılmaz (TUR), Scott Beker (AUS), Nicolas Fernandes (TAH) |
| 2019. szeptember 6. 16:00 (10:00) | négy játékos 2                          | Gólpassz  | Yakhchali 4  | Wukesong Arena, Peking Játékvezetők: Yener Yılmaz (TUR), Scott Beker (AUS), Nicolas Fernandes (TAH) |

| 2019. szeptember 6. 20:00 (14:00) | Tunézia                                  | 86–67     | Fülöp-szigetek | Wukesong Arena, Peking Játékvezetők: Matthew Kallio (CAN), Boris Krejić (SVN), Harja Jaladri (IDN) |
| 2019. szeptember 6. 20:00 (14:00) | (27–10, 19–14, 21–15, 19–28) Jegyzőkönyv |           |                | Wukesong Arena, Peking Játékvezetők: Matthew Kallio (CAN), Boris Krejić (SVN), Harja Jaladri (IDN) |
| 2019. szeptember 6. 20:00 (14:00) | Abada 16                                 | Pont      | Blatche 24     | Wukesong Arena, Peking Játékvezetők: Matthew Kallio (CAN), Boris Krejić (SVN), Harja Jaladri (IDN) |
| 2019. szeptember 6. 20:00 (14:00) | Mejri 12                                 | Lepattanó | Blatche 11     | Wukesong Arena, Peking Játékvezetők: Matthew Kallio (CAN), Boris Krejić (SVN), Harja Jaladri (IDN) |
| 2019. szeptember 6. 20:00 (14:00) | Roll 4                                   | Gólpassz  | öt játékos 2   | Wukesong Arena, Peking Játékvezetők: Matthew Kallio (CAN), Boris Krejić (SVN), Harja Jaladri (IDN) |

| 2019. szeptember 8. 16:00 (10:00) | Tunézia                                  | 86–84     | Angola     | Wukesong Arena, Peking Játékvezetők: Yener Yılmaz (TUR), Boris Krejić (SLO), Harja Jaladri (INA) |
| 2019. szeptember 8. 16:00 (10:00) | (31–20, 21–17, 15–28, 19–19) Jegyzőkönyv |           |            | Wukesong Arena, Peking Játékvezetők: Yener Yılmaz (TUR), Boris Krejić (SLO), Harja Jaladri (INA) |
| 2019. szeptember 8. 16:00 (10:00) | Roll 21                                  | Pont      | Moreira 21 | Wukesong Arena, Peking Játékvezetők: Yener Yılmaz (TUR), Boris Krejić (SLO), Harja Jaladri (INA) |
| 2019. szeptember 8. 16:00 (10:00) | Mejri, Romdhane 8                        | Lepattanó | Moreira 9  | Wukesong Arena, Peking Játékvezetők: Yener Yılmaz (TUR), Boris Krejić (SLO), Harja Jaladri (INA) |
| 2019. szeptember 8. 16:00 (10:00) | Romdhane 6                               | Gólpassz  | Domingos 6 | Wukesong Arena, Peking Játékvezetők: Yener Yılmaz (TUR), Boris Krejić (SLO), Harja Jaladri (INA) |

| 2019. szeptember 8. 20:00 (14:00) | Irán                                     | 95–75     | Fülöp-szigetek | Wukesong Arena, Peking Játékvezetők: Matthew Kallio (CAN), Scott Beker (AUS), Nicolas Fernandes (TAH) |
| 2019. szeptember 8. 20:00 (14:00) | (30–24, 18–10, 27–16, 20–25) Jegyzőkönyv |           |                | Wukesong Arena, Peking Játékvezetők: Matthew Kallio (CAN), Scott Beker (AUS), Nicolas Fernandes (TAH) |
| 2019. szeptember 8. 20:00 (14:00) | Haddadi 19                               | Pont      | Bolick 15      | Wukesong Arena, Peking Játékvezetők: Matthew Kallio (CAN), Scott Beker (AUS), Nicolas Fernandes (TAH) |
| 2019. szeptember 8. 20:00 (14:00) | Haddadi 7                                | Lepattanó | Blatche 5      | Wukesong Arena, Peking Játékvezetők: Matthew Kallio (CAN), Scott Beker (AUS), Nicolas Fernandes (TAH) |
| 2019. szeptember 8. 20:00 (14:00) | Jamshidi, Yakhchali 5                    | Gólpassz  | Blatche 5      | Wukesong Arena, Peking Játékvezetők: Matthew Kallio (CAN), Scott Beker (AUS), Nicolas Fernandes (TAH) |

### O csoport
| Hely. | Csapat      | M | Gy | V | P+  | P–  | Pk   | P |
| ----- | ----------- | - | -- | - | --- | --- | ---- | - |
| 1.    | Új-Zéland   | 5 | 3  | 2 | 497 | 470 | +27  | 8 |
| 2.    | Törökország | 5 | 2  | 3 | 434 | 427 | +7   | 7 |
| 3.    | Montenegró  | 5 | 1  | 4 | 370 | 406 | −36  | 6 |
| 4.    | Japán       | 5 | 0  | 5 | 334 | 464 | −130 | 5 |

| 2019. szeptember 7. 15:30 (9:30) | Új-Zéland                                | 111–81    | Japán      | Dongfeng Nissan Cultural and Sports Centre, Dongguan Játékvezetők: Sergiy Zashchuk (UKR), Kim Jong-kuk (KOR), Kingsley Ojeaburu (NGA) |
| 2019. szeptember 7. 15:30 (9:30) | (29–29, 26–10, 27–22, 29–20) Jegyzőkönyv |           |            | Dongfeng Nissan Cultural and Sports Centre, Dongguan Játékvezetők: Sergiy Zashchuk (UKR), Kim Jong-kuk (KOR), Kingsley Ojeaburu (NGA) |
| 2019. szeptember 7. 15:30 (9:30) | Webster 27                               | Pont      | Fazekas 31 | Dongfeng Nissan Cultural and Sports Centre, Dongguan Játékvezetők: Sergiy Zashchuk (UKR), Kim Jong-kuk (KOR), Kingsley Ojeaburu (NGA) |
| 2019. szeptember 7. 15:30 (9:30) | Fotu 10                                  | Lepattanó | Fazekas 9  | Dongfeng Nissan Cultural and Sports Centre, Dongguan Játékvezetők: Sergiy Zashchuk (UKR), Kim Jong-kuk (KOR), Kingsley Ojeaburu (NGA) |
| 2019. szeptember 7. 15:30 (9:30) | Webster 9                                | Gólpassz  | Tanaka 5   | Dongfeng Nissan Cultural and Sports Centre, Dongguan Játékvezetők: Sergiy Zashchuk (UKR), Kim Jong-kuk (KOR), Kingsley Ojeaburu (NGA) |

| 2019. szeptember 7. 19:30 (13:30) | Törökország                              | 79–74     | Montenegró         | Dongfeng Nissan Cultural and Sports Centre, Dongguan Játékvezetők: Roberto Vázquez (PUR), Andrés Bartel (URU), Michał Proc (POL) |
| 2019. szeptember 7. 19:30 (13:30) | (16–26, 16–11, 17–21, 30–16) Jegyzőkönyv |           |                    | Dongfeng Nissan Cultural and Sports Centre, Dongguan Játékvezetők: Roberto Vázquez (PUR), Andrés Bartel (URU), Michał Proc (POL) |
| 2019. szeptember 7. 19:30 (13:30) | Osman 19                                 | Pont      | Vučević 20         | Dongfeng Nissan Cultural and Sports Centre, Dongguan Játékvezetők: Roberto Vázquez (PUR), Andrés Bartel (URU), Michał Proc (POL) |
| 2019. szeptember 7. 19:30 (13:30) | Birsen 8                                 | Lepattanó | Dubljević 8        | Dongfeng Nissan Cultural and Sports Centre, Dongguan Játékvezetők: Roberto Vázquez (PUR), Andrés Bartel (URU), Michał Proc (POL) |
| 2019. szeptember 7. 19:30 (13:30) | Wilebekin 13                             | Gólpassz  | Popović, Vučević 5 | Dongfeng Nissan Cultural and Sports Centre, Dongguan Játékvezetők: Roberto Vázquez (PUR), Andrés Bartel (URU), Michał Proc (POL) |

| 2019. szeptember 9. 15:30 (9:30) | Japán                                    | 65–80     | Montenegró         | Dongfeng Nissan Cultural and Sports Centre, Dongguan Játékvezetők: Sergiy Zashchuk (UKR), Michał Proc (POL), Kim Jong-kuk (KOR) |
| 2019. szeptember 9. 15:30 (9:30) | (16–26, 17–14, 18–21, 14–19) Jegyzőkönyv |           |                    | Dongfeng Nissan Cultural and Sports Centre, Dongguan Játékvezetők: Sergiy Zashchuk (UKR), Michał Proc (POL), Kim Jong-kuk (KOR) |
| 2019. szeptember 9. 15:30 (9:30) | Vatanabe Juta 34                         | Pont      | Vučević 18         | Dongfeng Nissan Cultural and Sports Centre, Dongguan Játékvezetők: Sergiy Zashchuk (UKR), Michał Proc (POL), Kim Jong-kuk (KOR) |
| 2019. szeptember 9. 15:30 (9:30) | Vatanabe Juta 9                          | Lepattanó | Bjelica, Vučević 7 | Dongfeng Nissan Cultural and Sports Centre, Dongguan Játékvezetők: Sergiy Zashchuk (UKR), Michał Proc (POL), Kim Jong-kuk (KOR) |
| 2019. szeptember 9. 15:30 (9:30) | Baba 5                                   | Gólpassz  | Needham 8          | Dongfeng Nissan Cultural and Sports Centre, Dongguan Játékvezetők: Sergiy Zashchuk (UKR), Michał Proc (POL), Kim Jong-kuk (KOR) |

| 2019. szeptember 9. 19:30 (13:30) | Törökország                              | 101–102   | Új-Zéland    | Dongfeng Nissan Cultural and Sports Centre, Dongguan Játékvezetők: Roberto Vázquez (PUR), Andrés Bartel (URU), Duan Zhu (CHN) |
| 2019. szeptember 9. 19:30 (13:30) | (31–26, 22–24, 24–24, 24–28) Jegyzőkönyv |           |              | Dongfeng Nissan Cultural and Sports Centre, Dongguan Játékvezetők: Roberto Vázquez (PUR), Andrés Bartel (URU), Duan Zhu (CHN) |
| 2019. szeptember 9. 19:30 (13:30) | Osman 32                                 | Pont      | Fotu, Loe 17 | Dongfeng Nissan Cultural and Sports Centre, Dongguan Játékvezetők: Roberto Vázquez (PUR), Andrés Bartel (URU), Duan Zhu (CHN) |
| 2019. szeptember 9. 19:30 (13:30) | Birsen, Osman 6                          | Lepattanó | Delany 7     | Dongfeng Nissan Cultural and Sports Centre, Dongguan Játékvezetők: Roberto Vázquez (PUR), Andrés Bartel (URU), Duan Zhu (CHN) |
| 2019. szeptember 9. 19:30 (13:30) | Wilbekin 7                               | Gólpassz  | Webster 5    | Dongfeng Nissan Cultural and Sports Centre, Dongguan Játékvezetők: Roberto Vázquez (PUR), Andrés Bartel (URU), Duan Zhu (CHN) |

### P csoport
| Hely. | Csapat      | M | Gy | V | P+  | P–  | Pk   | P |
| ----- | ----------- | - | -- | - | --- | --- | ---- | - |
| 1.    | Németország | 5 | 3  | 2 | 409 | 364 | +45  | 8 |
| 2.    | Kanada      | 5 | 2  | 3 | 445 | 413 | +32  | 7 |
| 3.    | Jordánia    | 5 | 1  | 4 | 352 | 482 | −130 | 6 |
| 4.    | Szenegál    | 5 | 0  | 5 | 330 | 432 | −102 | 5 |

| 2019. szeptember 7. 16:00 (10:00) | Kanada                                   | 126–71    | Jordánia     | Shanghai Oriental Sports Center, Sanghaj Játékvezetők: Jorge Vázquez (PUR), Martin Horozov (BUL), Felipe Ibarra (CHI) |
| 2019. szeptember 7. 16:00 (10:00) | (31–13, 32–22, 36–15, 27–21) Jegyzőkönyv |           |              | Shanghai Oriental Sports Center, Sanghaj Játékvezetők: Jorge Vázquez (PUR), Martin Horozov (BUL), Felipe Ibarra (CHI) |
| 2019. szeptember 7. 16:00 (10:00) | Wiltjer 29                               | Pont      | Tucker 13    | Shanghai Oriental Sports Center, Sanghaj Játékvezetők: Jorge Vázquez (PUR), Martin Horozov (BUL), Felipe Ibarra (CHI) |
| 2019. szeptember 7. 16:00 (10:00) | Birch, Klassen 7                         | Lepattanó | Abuwazaneh 6 | Shanghai Oriental Sports Center, Sanghaj Játékvezetők: Jorge Vázquez (PUR), Martin Horozov (BUL), Felipe Ibarra (CHI) |
| 2019. szeptember 7. 16:00 (10:00) | Joseph 8                                 | Gólpassz  | Abdeen 4     | Shanghai Oriental Sports Center, Sanghaj Játékvezetők: Jorge Vázquez (PUR), Martin Horozov (BUL), Felipe Ibarra (CHI) |

| 2019. szeptember 7. 20:00 (14:00) | Németország                              | 89–78     | Szenegál          | Shanghai Oriental Sports Center, Sanghaj Játékvezetők: Manuel Mazzoni (ITA), Gentian Cici (ALB), Carlos Peralta (ECU) |
| 2019. szeptember 7. 20:00 (14:00) | (14–11, 22–26, 30–23, 23–18) Jegyzőkönyv |           |                   | Shanghai Oriental Sports Center, Sanghaj Játékvezetők: Manuel Mazzoni (ITA), Gentian Cici (ALB), Carlos Peralta (ECU) |
| 2019. szeptember 7. 20:00 (14:00) | Schröder 24                              | Pont      | I. Faye, Ndour 17 | Shanghai Oriental Sports Center, Sanghaj Játékvezetők: Manuel Mazzoni (ITA), Gentian Cici (ALB), Carlos Peralta (ECU) |
| 2019. szeptember 7. 20:00 (14:00) | Voigtmann 9                              | Lepattanó | I. Faye 7         | Shanghai Oriental Sports Center, Sanghaj Játékvezetők: Manuel Mazzoni (ITA), Gentian Cici (ALB), Carlos Peralta (ECU) |
| 2019. szeptember 7. 20:00 (14:00) | Schröder 12                              | Gólpassz  | D'Almeida 6       | Shanghai Oriental Sports Center, Sanghaj Játékvezetők: Manuel Mazzoni (ITA), Gentian Cici (ALB), Carlos Peralta (ECU) |

| 2019. szeptember 9. 16:00 (10:00) | Jordánia                                 | 79–77     | Szenegál    | Shanghai Oriental Sports Center, Sanghaj Játékvezetők: Manuel Mazzoni (ITA), Alexis Mercado (PUR), Carlos Peralta (ECU) |
| 2019. szeptember 9. 16:00 (10:00) | (22–16, 13–20, 20–20, 24–21) Jegyzőkönyv |           |             | Shanghai Oriental Sports Center, Sanghaj Játékvezetők: Manuel Mazzoni (ITA), Alexis Mercado (PUR), Carlos Peralta (ECU) |
| 2019. szeptember 9. 16:00 (10:00) | Tucker 34                                | Pont      | Ndoye 22    | Shanghai Oriental Sports Center, Sanghaj Játékvezetők: Manuel Mazzoni (ITA), Alexis Mercado (PUR), Carlos Peralta (ECU) |
| 2019. szeptember 9. 16:00 (10:00) | Tucker 11                                | Lepattanó | Ndoye 11    | Shanghai Oriental Sports Center, Sanghaj Játékvezetők: Manuel Mazzoni (ITA), Alexis Mercado (PUR), Carlos Peralta (ECU) |
| 2019. szeptember 9. 16:00 (10:00) | Ibrahim 9                                | Gólpassz  | D'Almeida 7 | Shanghai Oriental Sports Center, Sanghaj Játékvezetők: Manuel Mazzoni (ITA), Alexis Mercado (PUR), Carlos Peralta (ECU) |

| 2019. szeptember 9. 20:00 (14:00) | Németország                              | 82–76     | Kanada     | Shanghai Oriental Sports Center, Sanghaj Játékvezetők: Jorge Vázquez (PUR), Gentian Cici (ALB), Martin Horozov (BUL) |
| 2019. szeptember 9. 20:00 (14:00) | (17–12, 19–21, 20–23, 26–20) Jegyzőkönyv |           |            | Shanghai Oriental Sports Center, Sanghaj Játékvezetők: Jorge Vázquez (PUR), Gentian Cici (ALB), Martin Horozov (BUL) |
| 2019. szeptember 9. 20:00 (14:00) | Schröder 21                              | Pont      | Wiltjer 18 | Shanghai Oriental Sports Center, Sanghaj Játékvezetők: Jorge Vázquez (PUR), Gentian Cici (ALB), Martin Horozov (BUL) |
| 2019. szeptember 9. 20:00 (14:00) | Schröder 10                              | Lepattanó | Birch 9    | Shanghai Oriental Sports Center, Sanghaj Játékvezetők: Jorge Vázquez (PUR), Gentian Cici (ALB), Martin Horozov (BUL) |
| 2019. szeptember 9. 20:00 (14:00) | Schröder 9                               | Gólpassz  | Joseph 6   | Shanghai Oriental Sports Center, Sanghaj Játékvezetők: Jorge Vázquez (PUR), Gentian Cici (ALB), Martin Horozov (BUL) |

## Egyenes kieséses szakasz
|  |                           |                  |                         |                         |    |               |                         |                         |                         |                         |               |       |       |
|  | Negyeddöntők              | Negyeddöntők     | Negyeddöntők            |                         |    | Elődöntők     | Elődöntők               | Elődöntők               |                         |                         | Döntő         | Döntő | Döntő |
|  | Negyeddöntők              | Negyeddöntők     | Negyeddöntők            |                         |    | Elődöntők     | Elődöntők               | Elődöntők               |                         |                         | Döntő         | Döntő | Döntő |
|  | szeptember 10. – Dongguan |                  |                         |                         |    |               |                         |                         |                         |                         |               |       |       |
|  |                           |                  |                         |                         |    |               |                         |                         |                         |                         |               |       |       |
|  | I1                        | Argentína        | 97                      |                         |    |               |                         |                         |                         |                         |               |       |       |
|  | I1                        | Argentína        | 97                      | szeptember 13. – Peking |    |               |                         |                         |                         |                         |               |       |       |
|  | J2                        | Szerbia          | 87                      |                         |    |               |                         |                         |                         |                         |               |       |       |
|  | J2                        | Szerbia          | 87                      |                         |    | Argentína     | Argentína               | 80                      |                         |                         |               |       |       |
|  | szeptember 11. – Dongguan |                  |                         |                         |    | Argentína     | Argentína               | 80                      |                         |                         |               |       |       |
|  |                           |                  | Franciaország           | Franciaország           | 66 |               |                         |                         |                         |                         |               |       |       |
|  | K1                        | Egyesült Államok | Franciaország           | Franciaország           | 66 | 79            |                         |                         |                         |                         |               |       |       |
|  | K1                        | Egyesült Államok |                         |                         |    | 79            | szeptember 15. – Peking |                         |                         |                         |               |       |       |
|  | L2                        | Franciaország    | 89                      |                         |    |               |                         |                         |                         |                         |               |       |       |
|  | L2                        | Franciaország    | 89                      |                         |    | Argentína     | Argentína               | 75                      |                         |                         |               |       |       |
|  | szeptember 10. – Sanghaj  |                  |                         |                         |    | Argentína     | Argentína               | 75                      |                         |                         |               |       |       |
|  |                           |                  | Spanyolország           | Spanyolország           | 95 |               |                         |                         |                         |                         |               |       |       |
|  | J1                        | Spanyolország    | Spanyolország           | Spanyolország           | 95 | 90            |                         |                         |                         |                         |               |       |       |
|  | J1                        | Spanyolország    | szeptember 13. – Peking |                         |    | 90            |                         |                         |                         |                         |               |       |       |
|  | I2                        | Lengyelország    | 78                      |                         |    |               |                         |                         |                         |                         |               |       |       |
|  | I2                        | Lengyelország    | 78                      |                         |    | Spanyolország | Spanyolország           | 95                      | Bronzmérkőzés           | Bronzmérkőzés           | Bronzmérkőzés |       |       |
|  | szeptember 11. – Sanghaj  |                  |                         |                         |    | Spanyolország | Spanyolország           | 95                      | Bronzmérkőzés           | Bronzmérkőzés           | Bronzmérkőzés |       |       |
|  |                           |                  | Ausztrália              | Ausztrália              | 88 |               |                         | szeptember 15. – Peking | szeptember 15. – Peking | szeptember 15. – Peking |               |       |       |
|  | L1                        | Ausztrália       | Ausztrália              | Ausztrália              | 88 | 82            |                         | szeptember 15. – Peking | szeptember 15. – Peking | szeptember 15. – Peking |               |       |       |
|  | L1                        | Ausztrália       |                         |                         |    |               |                         | Franciaország           | Franciaország           | 67                      |               |       |       |
|  | K2                        | Csehország       | 70                      |                         |    |               |                         | Franciaország           | Franciaország           | 67                      |               |       |       |
|  | K2                        | Csehország       | 70                      |                         |    | Ausztrália    | Ausztrália              | 59                      |                         |                         |               |       |       |
|  |                           |                  |                         |                         |    | Ausztrália    | Ausztrália              | 59                      |                         |                         |               |       |       |

### Negyeddöntők
| 2019. szeptember 10. 19:00 (13:00) | Argentína                                | 97–87     | Szerbia       | Dongfeng Nissan Cultural and Sports Centre, Dongguan Játékvezetők: Cristiano Maranho (BRA), Tolga Şahin (ITA), Michael Weiland (CAN) |
| 2019. szeptember 10. 19:00 (13:00) | (25–23, 29–26, 14–18, 29–20) Jegyzőkönyv |           |               | Dongfeng Nissan Cultural and Sports Centre, Dongguan Játékvezetők: Cristiano Maranho (BRA), Tolga Şahin (ITA), Michael Weiland (CAN) |
| 2019. szeptember 10. 19:00 (13:00) | Scola 20                                 | Pont      | Bogdanović 21 | Dongfeng Nissan Cultural and Sports Centre, Dongguan Játékvezetők: Cristiano Maranho (BRA), Tolga Şahin (ITA), Michael Weiland (CAN) |
| 2019. szeptember 10. 19:00 (13:00) | Deck 8                                   | Lepattanó | Jokić 10      | Dongfeng Nissan Cultural and Sports Centre, Dongguan Játékvezetők: Cristiano Maranho (BRA), Tolga Şahin (ITA), Michael Weiland (CAN) |
| 2019. szeptember 10. 19:00 (13:00) | Campazzo 12                              | Gólpassz  | Jokić 5       | Dongfeng Nissan Cultural and Sports Centre, Dongguan Játékvezetők: Cristiano Maranho (BRA), Tolga Şahin (ITA), Michael Weiland (CAN) |

| 2019. szeptember 10. 21:00 (15:00) | Spanyolország                            | 90–78     | Lengyelország | Shanghai Oriental Sports Center, Sanghaj Játékvezetők: Jorge Vázquez (PUR), Yohan Rosso (FRA), Takaki Kato (JPN) |
| 2019. szeptember 10. 21:00 (15:00) | (22–18, 24–23, 21–17, 23–20) Jegyzőkönyv |           |               | Shanghai Oriental Sports Center, Sanghaj Játékvezetők: Jorge Vázquez (PUR), Yohan Rosso (FRA), Takaki Kato (JPN) |
| 2019. szeptember 10. 21:00 (15:00) | Rubio 19                                 | Pont      | Slaughter 19  | Shanghai Oriental Sports Center, Sanghaj Játékvezetők: Jorge Vázquez (PUR), Yohan Rosso (FRA), Takaki Kato (JPN) |
| 2019. szeptember 10. 21:00 (15:00) | Rubio 5                                  | Lepattanó | Ponitka 11    | Shanghai Oriental Sports Center, Sanghaj Játékvezetők: Jorge Vázquez (PUR), Yohan Rosso (FRA), Takaki Kato (JPN) |
| 2019. szeptember 10. 21:00 (15:00) | Rubio 9                                  | Gólpassz  | Slaughter 6   | Shanghai Oriental Sports Center, Sanghaj Játékvezetők: Jorge Vázquez (PUR), Yohan Rosso (FRA), Takaki Kato (JPN) |

| 2019. szeptember 11. 19:00 (13:00) | Egyesült Államok                         | 79–89     | Franciaország | Dongfeng Nissan Cultural and Sports Centre, Dongguan Játékvezetők: Guilherme Locatelli (BRA), Georgios Poursanidis (GRE), Ferdinand Pascual (PHI) |
| 2019. szeptember 11. 19:00 (13:00) | (18–18, 21–27, 27–18, 13–26) Jegyzőkönyv |           |               | Dongfeng Nissan Cultural and Sports Centre, Dongguan Játékvezetők: Guilherme Locatelli (BRA), Georgios Poursanidis (GRE), Ferdinand Pascual (PHI) |
| 2019. szeptember 11. 19:00 (13:00) | Mitchell 29                              | Pont      | Fournier 22   | Dongfeng Nissan Cultural and Sports Centre, Dongguan Játékvezetők: Guilherme Locatelli (BRA), Georgios Poursanidis (GRE), Ferdinand Pascual (PHI) |
| 2019. szeptember 11. 19:00 (13:00) | Mitchell 6                               | Lepattanó | Gobert 16     | Dongfeng Nissan Cultural and Sports Centre, Dongguan Játékvezetők: Guilherme Locatelli (BRA), Georgios Poursanidis (GRE), Ferdinand Pascual (PHI) |
| 2019. szeptember 11. 19:00 (13:00) | Barnes, Mitchell 4                       | Gólpassz  | Fournier 4    | Dongfeng Nissan Cultural and Sports Centre, Dongguan Játékvezetők: Guilherme Locatelli (BRA), Georgios Poursanidis (GRE), Ferdinand Pascual (PHI) |

| 2019. szeptember 11. 21:00 (15:00) | Ausztrália                               | 82–70     | Csehország    | Shanghai Oriental Sports Center, Sanghaj Játékvezetők: Roberto Vázquez (PUR), Ademir Zurapović (BIH), Matthew Kallio (CAN) |
| 2019. szeptember 11. 21:00 (15:00) | (17–17, 16–13, 30–18, 19–22) Jegyzőkönyv |           |               | Shanghai Oriental Sports Center, Sanghaj Játékvezetők: Roberto Vázquez (PUR), Ademir Zurapović (BIH), Matthew Kallio (CAN) |
| 2019. szeptember 11. 21:00 (15:00) | Mills 24                                 | Pont      | Auda 21       | Shanghai Oriental Sports Center, Sanghaj Játékvezetők: Roberto Vázquez (PUR), Ademir Zurapović (BIH), Matthew Kallio (CAN) |
| 2019. szeptember 11. 21:00 (15:00) | Kay 7                                    | Lepattanó | Satoranský 9  | Shanghai Oriental Sports Center, Sanghaj Játékvezetők: Roberto Vázquez (PUR), Ademir Zurapović (BIH), Matthew Kallio (CAN) |
| 2019. szeptember 11. 21:00 (15:00) | Mills 6                                  | Gólpassz  | Satoranský 13 | Shanghai Oriental Sports Center, Sanghaj Játékvezetők: Roberto Vázquez (PUR), Ademir Zurapović (BIH), Matthew Kallio (CAN) |

### Az 5–8. helyért
| 2019. szeptember 12. 19:00 (13:00) | Szerbia                                 | 94–89     | Egyesült Államok | Dongfeng Nissan Cultural and Sports Centre, Dongguan Játékvezetők: Cristiano Maranho (BRA), Yu Jung (TPE), Luis Castillo (ESP) |
| 2019. szeptember 12. 19:00 (13:00) | (32–7, 12–33, 27–28, 23–21) Jegyzőkönyv |           |                  | Dongfeng Nissan Cultural and Sports Centre, Dongguan Játékvezetők: Cristiano Maranho (BRA), Yu Jung (TPE), Luis Castillo (ESP) |
| 2019. szeptember 12. 19:00 (13:00) | Bogdanović 28                           | Pont      | Barnes 22        | Dongfeng Nissan Cultural and Sports Centre, Dongguan Játékvezetők: Cristiano Maranho (BRA), Yu Jung (TPE), Luis Castillo (ESP) |
| 2019. szeptember 12. 19:00 (13:00) | Bjelica 5                               | Lepattanó | Middleton 6      | Dongfeng Nissan Cultural and Sports Centre, Dongguan Játékvezetők: Cristiano Maranho (BRA), Yu Jung (TPE), Luis Castillo (ESP) |
| 2019. szeptember 12. 19:00 (13:00) | Jokić 7                                 | Gólpassz  | Walker 8         | Dongfeng Nissan Cultural and Sports Centre, Dongguan Játékvezetők: Cristiano Maranho (BRA), Yu Jung (TPE), Luis Castillo (ESP) |

| 2019. szeptember 12. 21:00 (15:00) | Lengyelország                            | 84–94     | Csehország    | Shanghai Oriental Sports Center, Sanghaj Játékvezetők: Yohan Rosso (FRA), Juan Fernández (ARG), Boris Krejić (SVN) |
| 2019. szeptember 12. 21:00 (15:00) | (23–23, 12–20, 28–21, 21–30) Jegyzőkönyv |           |               | Shanghai Oriental Sports Center, Sanghaj Játékvezetők: Yohan Rosso (FRA), Juan Fernández (ARG), Boris Krejić (SVN) |
| 2019. szeptember 12. 21:00 (15:00) | Waczyński 22                             | Pont      | Hruban 24     | Shanghai Oriental Sports Center, Sanghaj Játékvezetők: Yohan Rosso (FRA), Juan Fernández (ARG), Boris Krejić (SVN) |
| 2019. szeptember 12. 21:00 (15:00) | Kulig 7                                  | Lepattanó | Hruban 12     | Shanghai Oriental Sports Center, Sanghaj Játékvezetők: Yohan Rosso (FRA), Juan Fernández (ARG), Boris Krejić (SVN) |
| 2019. szeptember 12. 21:00 (15:00) | Slaughter 10                             | Gólpassz  | Satoranský 12 | Shanghai Oriental Sports Center, Sanghaj Játékvezetők: Yohan Rosso (FRA), Juan Fernández (ARG), Boris Krejić (SVN) |

### Elődöntők
| 2019. szeptember 13. 19:00 (13:00) | Spanyolország                                       | 95–88 (h. u.) | Ausztrália    | Cadillac Arena, Peking Játékvezetők: Guilherme Locatelli (BRA), Tolga Şahin (ITA), Omar Bermúdez (MEX) |
| 2019. szeptember 13. 19:00 (13:00) | (22–21, 10–16, 19–18, 20–16, 9–9, 15–8) Jegyzőkönyv |               |               | Cadillac Arena, Peking Játékvezetők: Guilherme Locatelli (BRA), Tolga Şahin (ITA), Omar Bermúdez (MEX) |
| 2019. szeptember 13. 19:00 (13:00) | Gasol 33                                            | Pont          | Mills 34      | Cadillac Arena, Peking Játékvezetők: Guilherme Locatelli (BRA), Tolga Şahin (ITA), Omar Bermúdez (MEX) |
| 2019. szeptember 13. 19:00 (13:00) | Fernández 7                                         | Lepattanó     | Kay 11        | Cadillac Arena, Peking Játékvezetők: Guilherme Locatelli (BRA), Tolga Şahin (ITA), Omar Bermúdez (MEX) |
| 2019. szeptember 13. 19:00 (13:00) | Rubio 12                                            | Gólpassz      | Dellavedova 9 | Cadillac Arena, Peking Játékvezetők: Guilherme Locatelli (BRA), Tolga Şahin (ITA), Omar Bermúdez (MEX) |

| 2019. szeptember 13. 19:00 (13:00) | Argentína                                | 80–66     | Franciaország          | Cadillac Arena, Peking Játékvezetők: Steve Anderson (USA), Ademir Zurapović (BIH), Jorge Vázquez (PUR) |
| 2019. szeptember 13. 19:00 (13:00) | (21–18, 18–14, 21–16, 20–18) Jegyzőkönyv |           |                        | Cadillac Arena, Peking Játékvezetők: Steve Anderson (USA), Ademir Zurapović (BIH), Jorge Vázquez (PUR) |
| 2019. szeptember 13. 19:00 (13:00) | Scola 28                                 | Pont      | Fournier, Ntilikina 16 | Cadillac Arena, Peking Játékvezetők: Steve Anderson (USA), Ademir Zurapović (BIH), Jorge Vázquez (PUR) |
| 2019. szeptember 13. 19:00 (13:00) | Scola 13                                 | Lepattanó | Gobert 11              | Cadillac Arena, Peking Játékvezetők: Steve Anderson (USA), Ademir Zurapović (BIH), Jorge Vázquez (PUR) |
| 2019. szeptember 13. 19:00 (13:00) | Campazzo 6                               | Gólpassz  | De Colo 4              | Cadillac Arena, Peking Játékvezetők: Steve Anderson (USA), Ademir Zurapović (BIH), Jorge Vázquez (PUR) |

### A  7. helyért
| 2019. szeptember 14. 16:00 (10:00) | Egyesült Államok                         | 87–74     | Lengyelország | Cadillac Arena, Peking Játékvezetők: Aleksandar Glišić (SRB), Yu Jung (TPE), Takaki Kato (JPN) |
| 2019. szeptember 14. 16:00 (10:00) | (28–14, 19–16, 16–25, 24–19) Jegyzőkönyv |           |               | Cadillac Arena, Peking Játékvezetők: Aleksandar Glišić (SRB), Yu Jung (TPE), Takaki Kato (JPN) |
| 2019. szeptember 14. 16:00 (10:00) | Mitchell 16                              | Pont      | Ponitka 18    | Cadillac Arena, Peking Játékvezetők: Aleksandar Glišić (SRB), Yu Jung (TPE), Takaki Kato (JPN) |
| 2019. szeptember 14. 16:00 (10:00) | Turner 8                                 | Lepattanó | Ponitka 7     | Cadillac Arena, Peking Játékvezetők: Aleksandar Glišić (SRB), Yu Jung (TPE), Takaki Kato (JPN) |
| 2019. szeptember 14. 16:00 (10:00) | Mitchell 10                              | Gólpassz  | Slaughter 5   | Cadillac Arena, Peking Játékvezetők: Aleksandar Glišić (SRB), Yu Jung (TPE), Takaki Kato (JPN) |

### Az 5. helyért
| 2019. szeptember 14. 20:00 (14:00) | Szerbia                                  | 90–81     | Csehország   | Cadillac Arena, Peking Játékvezetők: Guilherme Locatelli (BRA), Georgios Poursanidis (GRE), Michael Weiland (CAN) |
| 2019. szeptember 14. 20:00 (14:00) | (20–20, 21–30, 28–12, 21–19) Jegyzőkönyv |           |              | Cadillac Arena, Peking Játékvezetők: Guilherme Locatelli (BRA), Georgios Poursanidis (GRE), Michael Weiland (CAN) |
| 2019. szeptember 14. 20:00 (14:00) | Bogdanović 31                            | Pont      | Auda 16      | Cadillac Arena, Peking Játékvezetők: Guilherme Locatelli (BRA), Georgios Poursanidis (GRE), Michael Weiland (CAN) |
| 2019. szeptember 14. 20:00 (14:00) | Jokić 14                                 | Lepattanó | Balvín 10    | Cadillac Arena, Peking Játékvezetők: Guilherme Locatelli (BRA), Georgios Poursanidis (GRE), Michael Weiland (CAN) |
| 2019. szeptember 14. 20:00 (14:00) | Jokić 7                                  | Gólpassz  | Satoranský 6 | Cadillac Arena, Peking Játékvezetők: Guilherme Locatelli (BRA), Georgios Poursanidis (GRE), Michael Weiland (CAN) |

### Bronzmérkőzés
| 2019. szeptember 15. 16:00 (10:00) | Franciaország                            | 67–59     | Ausztrália    | Cadillac Arena, Peking Játékvezetők: Roberto Vázquez (PUR), Ademir Zurapović (BIH), Ferdinand Pascual (PHI) |
| 2019. szeptember 15. 16:00 (10:00) | (11–16, 10–14, 21–16, 25–13) Jegyzőkönyv |           |               | Cadillac Arena, Peking Játékvezetők: Roberto Vázquez (PUR), Ademir Zurapović (BIH), Ferdinand Pascual (PHI) |
| 2019. szeptember 15. 16:00 (10:00) | De Colo 19                               | Pont      | Ingles 17     | Cadillac Arena, Peking Játékvezetők: Roberto Vázquez (PUR), Ademir Zurapović (BIH), Ferdinand Pascual (PHI) |
| 2019. szeptember 15. 16:00 (10:00) | Poirier 7                                | Lepattanó | Bogut 6       | Cadillac Arena, Peking Játékvezetők: Roberto Vázquez (PUR), Ademir Zurapović (BIH), Ferdinand Pascual (PHI) |
| 2019. szeptember 15. 16:00 (10:00) | Batum 6                                  | Gólpassz  | Dellavedova 5 | Cadillac Arena, Peking Játékvezetők: Roberto Vázquez (PUR), Ademir Zurapović (BIH), Ferdinand Pascual (PHI) |

### Döntő
| 2019. szeptember 15. 20:00 (14:00) | Argentína                                | 75–95     | Spanyolország | Cadillac Arena, Peking Játékvezetők: Cristiano Maranho (BRA), Yohan Rosso (FRA), Steve Anderson (USA) |
| 2019. szeptember 15. 20:00 (14:00) | (14–23, 17–20, 16–23, 28–29) Jegyzőkönyv |           |               | Cadillac Arena, Peking Játékvezetők: Cristiano Maranho (BRA), Yohan Rosso (FRA), Steve Anderson (USA) |
| 2019. szeptember 15. 20:00 (14:00) | Deck 24                                  | Pont      | Rubio 20      | Cadillac Arena, Peking Játékvezetők: Cristiano Maranho (BRA), Yohan Rosso (FRA), Steve Anderson (USA) |
| 2019. szeptember 15. 20:00 (14:00) | Scola 8                                  | Lepattanó | Fernández 10  | Cadillac Arena, Peking Játékvezetők: Cristiano Maranho (BRA), Yohan Rosso (FRA), Steve Anderson (USA) |
| 2019. szeptember 15. 20:00 (14:00) | Campazzo 8                               | Gólpassz  | Gasol 7       | Cadillac Arena, Peking Játékvezetők: Cristiano Maranho (BRA), Yohan Rosso (FRA), Steve Anderson (USA) |

| A 2019-es férfi kosárlabda-világbajnokság győztese |
| -------------------------------------------------- |
| · Spanyolország · 2. cím                           |

## Végeredmény
| Hely. | Csapat                | M | Gy | V | P+  | P–  | Pk   | Továbbjutás                                            |
| ----- | --------------------- | - | -- | - | --- | --- | ---- | ------------------------------------------------------ |
| 1.    | Spanyolország         | 8 | 8  | 0 | 675 | 560 | +115 | Részvételi jogot szerzett nyári olimpiai játékokra     |
| 2.    | Argentína             | 8 | 7  | 1 | 688 | 591 | +97  | Részvételi jogot szerzett nyári olimpiai játékokra     |
|       |                       |   |    |   |     |     |      |                                                        |
| 3.    | Franciaország         | 8 | 6  | 2 | 669 | 587 | +82  | Részvételi jogot szerzett nyári olimpiai játékokra     |
| 4.    | Ausztrália            | 8 | 6  | 2 | 687 | 648 | +39  | Részvételi jogot szerzett nyári olimpiai játékokra     |
|       |                       |   |    |   |     |     |      |                                                        |
| 5.    | Szerbia               | 8 | 6  | 2 | 753 | 598 | +155 | Részvételi jogot szerzett az olimpiai selejtezőtornára |
| 6.    | Csehország            | 8 | 4  | 4 | 662 | 651 | +11  | Részvételi jogot szerzett az olimpiai selejtezőtornára |
| 7.    | Egyesült Államok      | 8 | 6  | 2 | 692 | 587 | +105 | Részvételi jogot szerzett nyári olimpiai játékokra     |
| 8.    | Lengyelország         | 8 | 4  | 4 | 619 | 644 | −25  | Részvételi jogot szerzett az olimpiai selejtezőtornára |
|       |                       |   |    |   |     |     |      |                                                        |
| 9.    | Litvánia              | 5 | 3  | 2 | 424 | 336 | +88  | Részvételi jogot szerzett az olimpiai selejtezőtornára |
| 10.   | Olaszország           | 5 | 3  | 2 | 431 | 371 | +60  | Részvételi jogot szerzett az olimpiai selejtezőtornára |
| 11.   | Görögország           | 5 | 3  | 2 | 403 | 382 | +21  | Részvételi jogot szerzett az olimpiai selejtezőtornára |
| 12.   | Oroszország           | 5 | 3  | 2 | 373 | 358 | +15  | Részvételi jogot szerzett az olimpiai selejtezőtornára |
|       |                       |   |    |   |     |     |      |                                                        |
| 13.   | Brazília              | 5 | 3  | 2 | 409 | 427 | −18  | Részvételi jogot szerzett az olimpiai selejtezőtornára |
| 14.   | Venezuela             | 5 | 2  | 3 | 355 | 366 | −11  | Részvételi jogot szerzett az olimpiai selejtezőtornára |
| 15.   | Puerto Rico           | 5 | 2  | 3 | 349 | 402 | −53  | Részvételi jogot szerzett az olimpiai selejtezőtornára |
| 16.   | Dominikai Köztársaság | 5 | 2  | 3 | 337 | 390 | −53  | Részvételi jogot szerzett az olimpiai selejtezőtornára |
|       |                       |   |    |   |     |     |      |                                                        |
| 17.   | Nigéria               | 5 | 3  | 2 | 435 | 381 | +54  | Részvételi jogot szerzett nyári olimpiai játékokra     |
| 18.   | Németország           | 5 | 3  | 2 | 409 | 364 | +45  | Részvételi jogot szerzett az olimpiai selejtezőtornára |
| 19.   | Új-Zéland             | 5 | 3  | 2 | 497 | 470 | +27  | Részvételi jogot szerzett az olimpiai selejtezőtornára |
| 20.   | Tunézia               | 5 | 3  | 2 | 377 | 386 | −9   | Részvételi jogot szerzett az olimpiai selejtezőtornára |
|       |                       |   |    |   |     |     |      |                                                        |
| 21.   | Kanada                | 5 | 2  | 3 | 445 | 413 | +32  | Részvételi jogot szerzett az olimpiai selejtezőtornára |
| 22.   | Törökország           | 5 | 2  | 3 | 434 | 427 | +7   | Részvételi jogot szerzett az olimpiai selejtezőtornára |
| 23.   | Irán                  | 5 | 2  | 3 | 379 | 372 | +7   | Részvételi jogot szerzett nyári olimpiai játékokra     |
| 24.   | Kína (R)              | 5 | 2  | 3 | 355 | 365 | −10  |                                                        |
|       |                       |   |    |   |     |     |      |                                                        |
| 25.   | Montenegró            | 5 | 1  | 4 | 370 | 406 | −36  |                                                        |
| 26.   | Dél-Korea             | 5 | 1  | 4 | 361 | 438 | −77  |                                                        |
| 27.   | Angola                | 5 | 1  | 4 | 350 | 435 | −85  |                                                        |
| 28.   | Jordánia              | 5 | 1  | 4 | 352 | 482 | −130 |                                                        |
|       |                       |   |    |   |     |     |      |                                                        |
| 29.   | Elefántcsontpart      | 5 | 0  | 5 | 326 | 400 | −74  |                                                        |
| 30.   | Szenegál              | 5 | 0  | 5 | 330 | 432 | −102 |                                                        |
| 31.   | Japán                 | 5 | 0  | 5 | 334 | 464 | −130 | Részvételi jogot szerzett nyári olimpiai játékokra     |
| 32.   | Fülöp-szigetek        | 5 | 0  | 5 | 352 | 499 | −147 |                                                        |

1. 1 2  Spanyolország és Franciaország részvételi jogot szerzett a nyári olimpiai játékokra a FIBA Europe két legjobb csapataként.
2. 1 2  Argentína és az Egyesült Államok részvételi jogot szerzett a nyári olimpiai játékokra a FIBA Americas két legjobb csapataként.
3. ↑  Ausztrália részvételi jogot szerzett a nyári olimpiai játékokra a FIBA Oceania legjobb csapataként.
4. 1 2 3 4 5 6  A részvételi jogot nem szerző 16 legjobb csapat az olimpiai selejtezőtornán vehetett részt.
5. ↑  Nigéria részvételi jogot szerzett a nyári olimpiai játékokra a FIBA Africa legjobb csapataként.
6. ↑  Irán részvételi jogot szerzett a nyári olimpiai játékokra a FIBA Asia legjobb csapataként.
7. ↑  Japán a rendező jogán részvételi jogot szerzett a nyári olimpiai játékokra.